# Sebastiano del Piombo
Sebastiano Luciani (vers 1485 à Venise - 21 juin 1547 à Rome) fut appelé à Rome Sebastiano Viniziano, puis Sebastiano del Piombo. Peintre italien de la Haute Renaissance et des premières périodes maniéristes, célèbre comme le seul artiste majeur de l'époque à combiner la coloration de l'école vénitienne dans laquelle il a été formé avec les formes monumentales de l'école romaine. Il appartient à la fois à l'école de peinture de sa ville natale, Venise, où il a apporté des contributions importantes avant son départ pour Rome en 1511, et à celle de Rome, où il est resté toute sa vie, et dont il a profondément adopté le style.
Après son installation à Rome, il est connu sous le nom de Sebastiano Veneziano ou Viniziano (« Sébastien le Vénitien ») jusqu'en 1531 ; il devient garde des Sceaux de la papauté, d'où son surnom de del Piombo (« du plomb ») à la suite de son nouveau titre de piombatore. Des amis comme Michel-Ange et L'Arioste l'appelaient Fra Bastiano (« frère Bastian »).
Peintre peu discipliné et prolifique, sa productivité artistique a encore diminué lorsqu'il est devenu piombatore, fonction qui l'amène à fréquenter le pape la plupart du temps, à voyager avec lui et à entrer dans les ordres en tant que frère, malgré une femme et deux enfants. Il peint dorénavant principalement des portraits, et relativement peu de ses œuvres survivent par rapport à ses grands contemporains à Rome. Cela limite aussi son implication dans le maniérisme.
Ayant connu le succès comme luthiste à Venise dans sa jeunesse, il se tourne vers la peinture et se forme auprès de Giovanni Bellini et Giorgione. Lorsqu'il se rend pour la première fois à Rome, il travaille aux côtés de Raphaël puis devient l'un des rares peintres à bien s'entendre avec Michel-Ange qui tente de promouvoir sa carrière en l'encourageant à concourir pour des commandes contre Raphaël. Il peint des portraits et des sujets religieux à l'huile, et une fois établi, il évite les grands projets de fresques qui ont pris tant de temps à Raphaël et Michel-Ange. Sa carrière à Venise et à Rome est quelque peu éclipsée par la présence de peintres nettement plus grands dans la même ville, mais après la mort de Raphaël en 1520, il devient le principal peintre de la ville. Son influence sur d'autres artistes est limitée par son manque d'élèves éminents et la diffusion relativement faible de ses œuvres dans des gravures imprimées.

## Biographie

### Venise

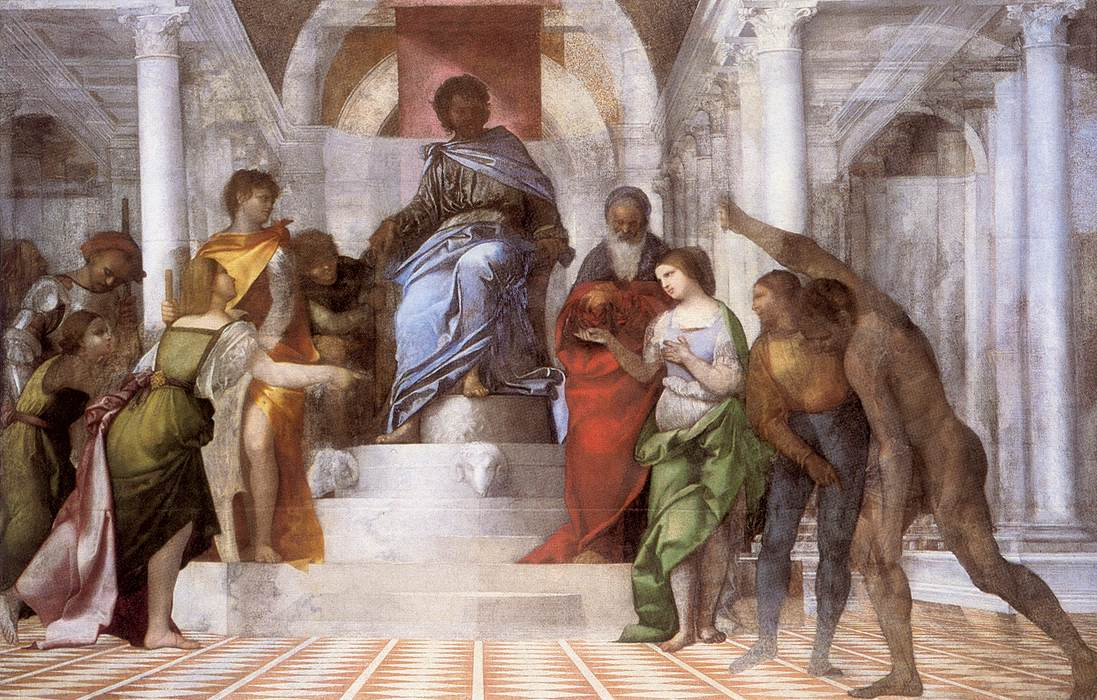
Le Jugement de Salomon, 1508-1510, qui lui est maintenant généralement attribué.

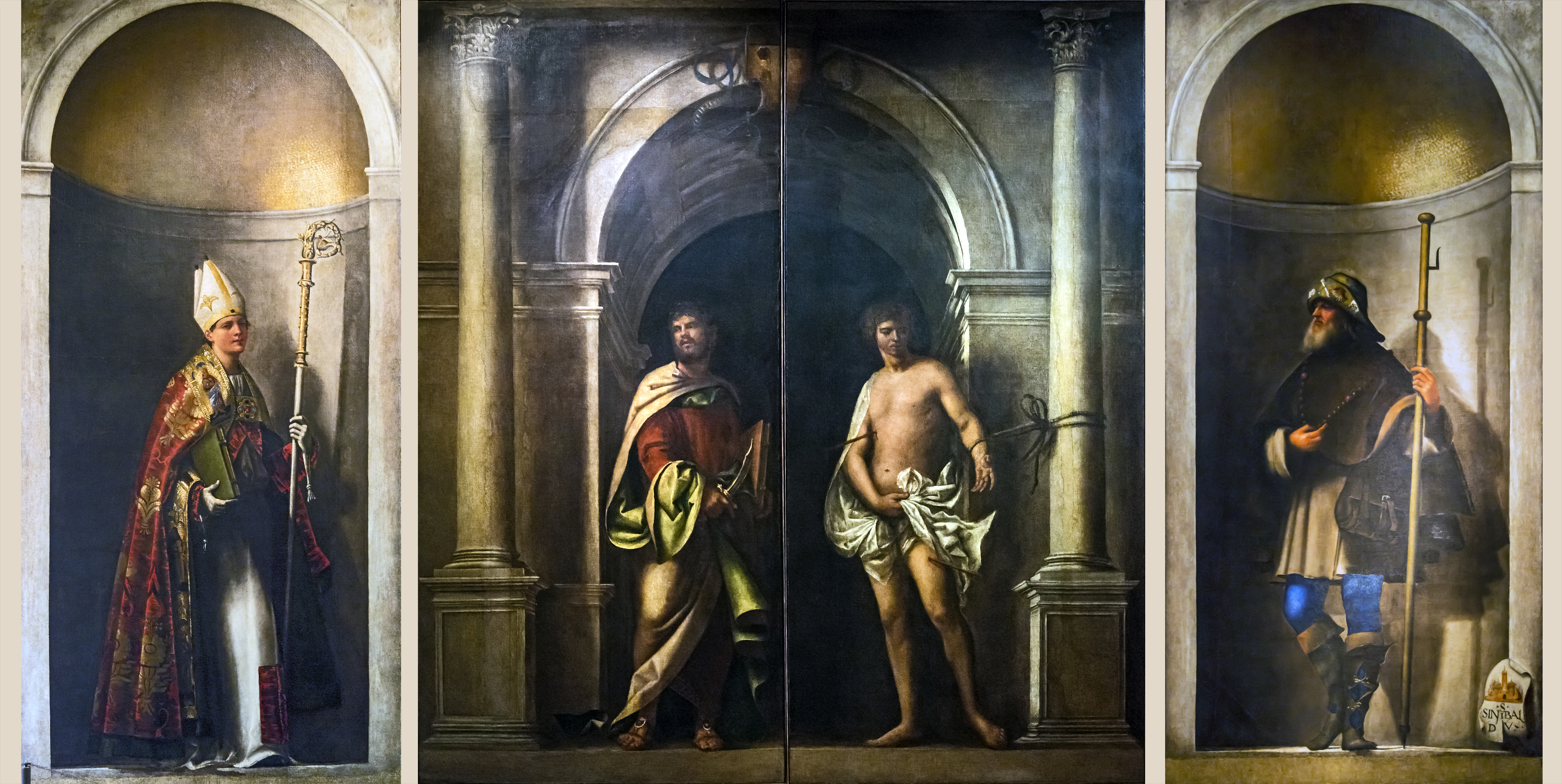
Volets d'orgue de San Bartolomeo, Venise.

#### Formation
Sebastiano del Piombo est probablement né à Venise, bien qu'il n'y ait aucune certitude quant à ses origines. Sa date de naissance est extrapolée de la déclaration de Giorgio Vasari selon laquelle il avait 62 ans à sa mort en 1547. Qu'il ait d'abord été connu comme musicien et chanteur peut suggérer une origine de classe moyenne supérieure ; on ne sait pas dans quelle mesure sa pratique du luth et d'autres instruments était professionnelle. Comme son contemporain Raphaël, sa carrière est marquée par sa capacité à bien s'entendre avec les autres artistes et les mécènes. Il commence sa formation de peintre à un âge relativement tardif, probablement 18 ou 20 ans, donc vers 1503-1505, devenant l'élève de Giovanni Bellini et probablement plus tard de Giorgione, dont l'influence est apparente dans ses œuvres ; la mention par Vasari de leur relation est plutôt vague : « si acconciò con Giorgione ».
Aucune œuvre signée ou fermement documentée ne subsiste de sa peinture à Venise, et de nombreuses attributions sont contestées. Comme pour d'autres artistes, certaines œuvres de Sebastiano ont longtemps été confondues avec celles de Giorgione. Comme Titien, il a peut-être terminé des travaux laissés inachevés à la mort de Giorgione. Si son premier apprentissage au début du siècle dans ce qui était alors le plus important atelier vénitien, celui du vieux Bellini, paraît crédible, il est plus difficile de prouver qu'il est un ancien élève de Giorgione, pour lequel il n'y a pas certitude sur le fait qu'il possédait un véritable atelier, capable d'influencer le développement artistique de la ville : il se peut aussi que Vasari donne cette information pour accorder à Luciani une « licence » d'appartenance à la Maniera moderna. Une confirmation possible d'une relation directe entre les deux artistes, cependant, peut être trouvée dans un rapport de Marcantonio Michiel qui dit que Les Trois Philosophes (Giorgione), vus par Taddeo Contarini en 1525, ont été commencés par Giorgione « et terminés par Sebastiano Venitiano », même s'il est extrêmement difficile pour l'œil moderne de voir plusieurs mains dans cette œuvre .

#### Premières œuvres
La première œuvre significative qui lui est attribuée est le Portrait d'une jeune femme aujourd'hui au musée des Beaux-Arts de Budapest, daté vers 1505. Si les références à Giovanni Bellini et Giorgione consistent, respectivement, à mettre à l'échelle les niveaux de représentation et à l'observation précise de l'épiderme, la caractéristique de Luciani est le contrepoint des éléments de la composition, ici en mettant en relation les mouvements opposés du bras et de la tête.
Entre 1508 et 1509, il a dû réaliser les deux portes d'orgue à double face de l'église San Bartolomeo du Rialto (Venise), commandées par Alvise Ricci, vicaire de l'église de 1507 à 1509, avec une participation probable de la nation allemande qui fréquente cette église (d'où la présence de saint Sinibaldo, patron de Nuremberg) : on y voit la fusion de la couleur et de l'espace de Giorgione et l'exaltation des formes puissamment construites déjà en phase avec les conquêtes du premier classicisme toscan-romain.
Le Jugement de Salomon, inachevé et retravaillé, aujourd'hui à Kingston Lacy (Wimborne Minster, Dorset, Bankes collection), peut-être commandé par Andrea Loredan, lui est maintenant généralement attribué. Ce tableau dramatique et imposant, « l'un des chefs-d'œuvre de la peinture narrative vénitienne », fut longtemps attribué à Giorgione ; il peut avoir été abandonné vers 1508, bien que ses dates estimées varient dans la période 1505-1510. Après une restauration importante dans les années 1980, en supprimant les repeints ultérieurs, le tableau laisse apparaître les traces des trois compositions différentes, encore plus visibles avec la réflectographie infrarouge. Mesurant plus de 2 × 3 mètres, il semble à l'origine avoir été encore plus grand, quelque 40 cm ayant été perdus le long du bord gauche. Il existe deux versions de l'arrière-plan architectural élaboré qui présentent un intérêt récurrent de la période vénitienne de Sebastiano. Le dernier décor se trouve dans une église à plan basilical, ce qui peut refléter l'image « plus savante » d'un édifice abritant des cours de justice. La figure du bourreau, laissée sans vêtements, est clairement tirée de la sculpture classique. Le goût antique et l'accent mis sur le rendu de l'espace et du volume peuvent également y être lus.
Quatre figures de saints debout dans des niches sur les volets d'orgue de l'église San Bartolomeo à Venise, maintenant dans les Galeries de l'Académie de Venise, datent d'environ 1508-1509, et sont très « Giorgionesques », en particulier la paire à l'intérieur. Elles ont été peintes en même temps que les fresques de Giorgione pour le Fontego dei Tedeschi (aujourd'hui perdues), située juste à côté de l'église, qui était l'église des Allemands à Venise, et à cette époque abritait également la La Vierge de la fête du rosaire d'Albrecht Dürer (1506). La paire de volets extérieurs montre également ce que Sebastiano avait appris de Bellini. Leur technique s'est développée « de la surface lisse antérieure à l'application de peinture à coups de pinceau épais », et la figure de saint Sébastien montre une connaissance de la sculpture classique.

Le tableau de Salomé (National Gallery) est daté de 1510. Le retable principal de l'église San Giovanni Grisostomo (1510-1511) montre le saint patron, Jean Chrysostome lisant à haute voix à un bureau, une Marie-Madeleine regardant le spectateur, et deux autres femmes et trois hommes. Les volets de l'orgue de l'église sont également peints. Commandé par testament le 13 avril 1509 par Caterina Contarini Morosini, il a été réalisé après la mort de son mari Nicolò, décédé en 1510. La structure compositionnelle de l'œuvre apparaît étrangère aux intentions de Giorgione, peu intéressé à lier les figures en compositions harmoniques, en « masses articulées, resserrées dans leur complexité, mais identifiées dans un mouvement potentiel », comme le montre ici le rapport contrepointé entre les deux saints à droite, le Baptiste et le Libéral. Une autre différence substantielle réside dans la création d'un espace unitaire et grandiose, trait qui le différencie de Giorgione, qui est plutôt engagé dans le développement d'un nouveau rapport à la nature. De plus, la datation des testaments des clients (notamment ceux de Nicolò, datés du 4 au 18 mai 1510) dissipe la présence de Giorgione, décédé en octobre 1510, qui aurait eu très peu de temps pour participer à l'entreprise, considérant aussi combien il a fallu attendre pour puiser au crédit d'un legs testamentaire et mettre en œuvre un grand retable. La nouveauté de la composition réside dans l'exclusion de la vision frontale des lames traditionnelles et, de l'avis de Lucco, dans le ton sobre et serein des personnages insérés dans un paisible paysage crépusculaire : Chrysostome lui-même a posé la mitre et la crosse épiscopale et lit tranquillement. Le style montre des développements « vers une nouvelle plénitude de forme et de largeur de mouvement » qui peuvent avoir été influencés par le peintre florentin Fra Bartolomeo qui est à Venise en 1508. Certains aspects de la composition sont innovants et seront copiés plus tard par des peintres vénitiens, dont Titien.

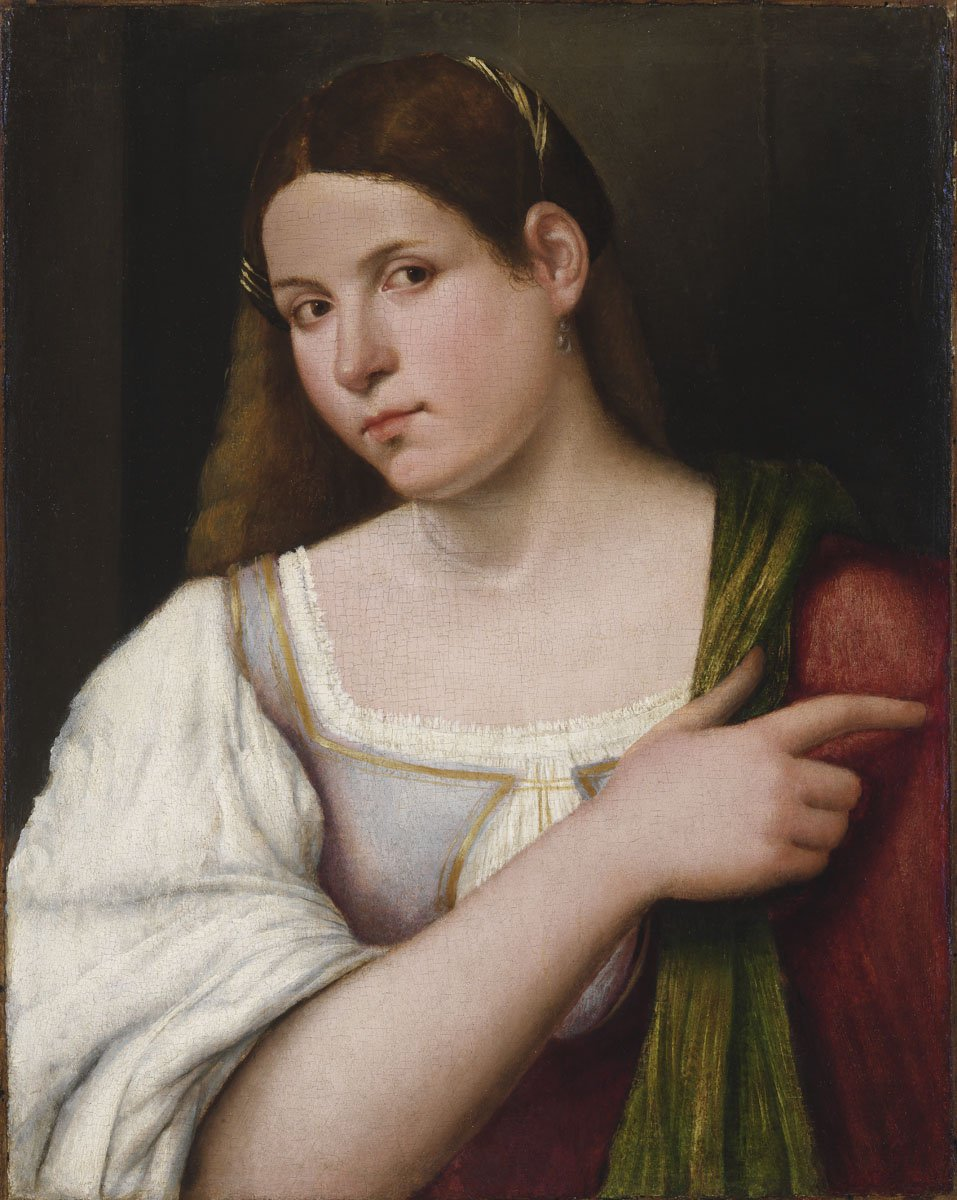
Portrait d'une jeune fille, Budapest, v. 1505, l'un de ses premiers tableaux.
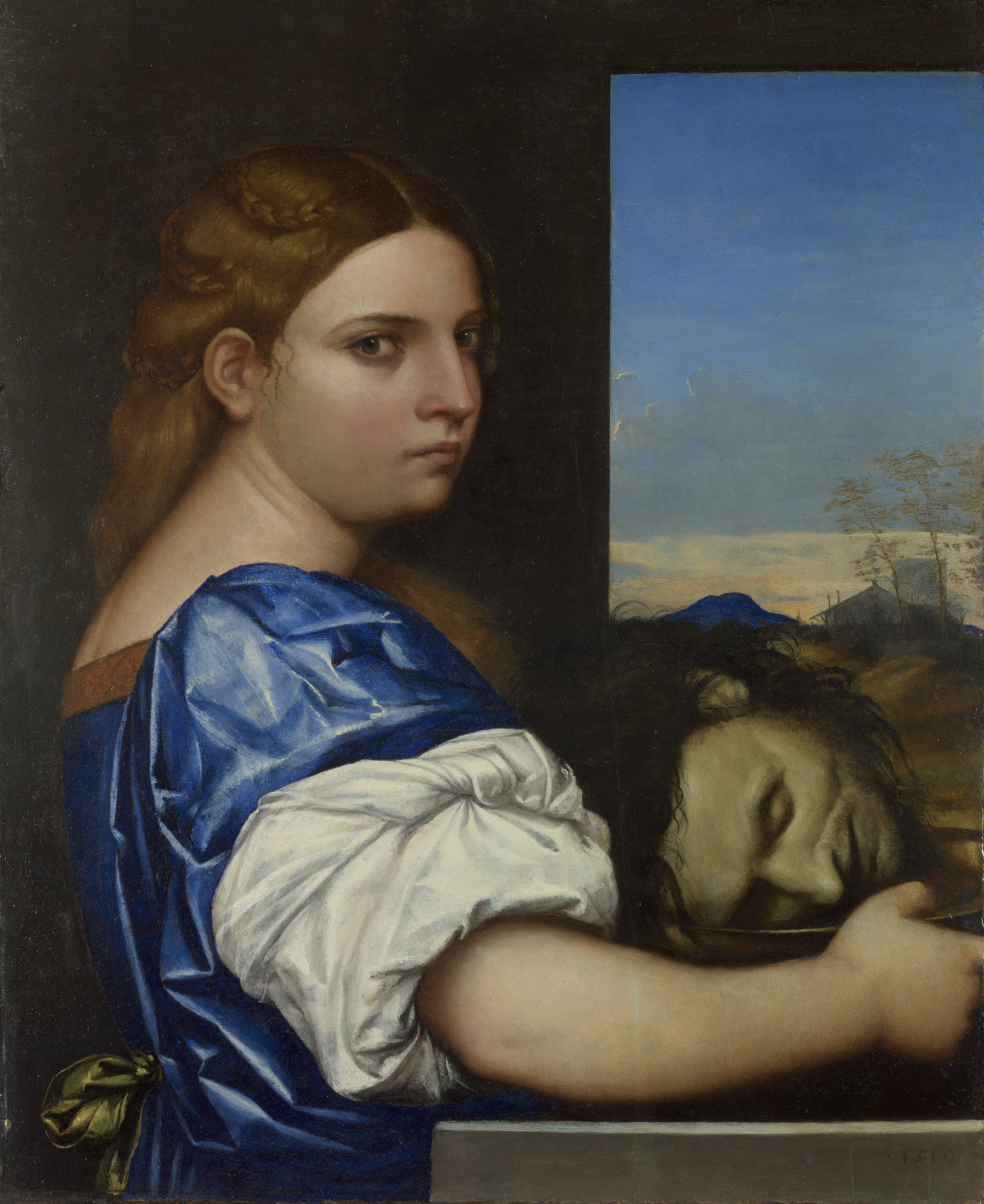
La Fille d'Hérode, 1510.

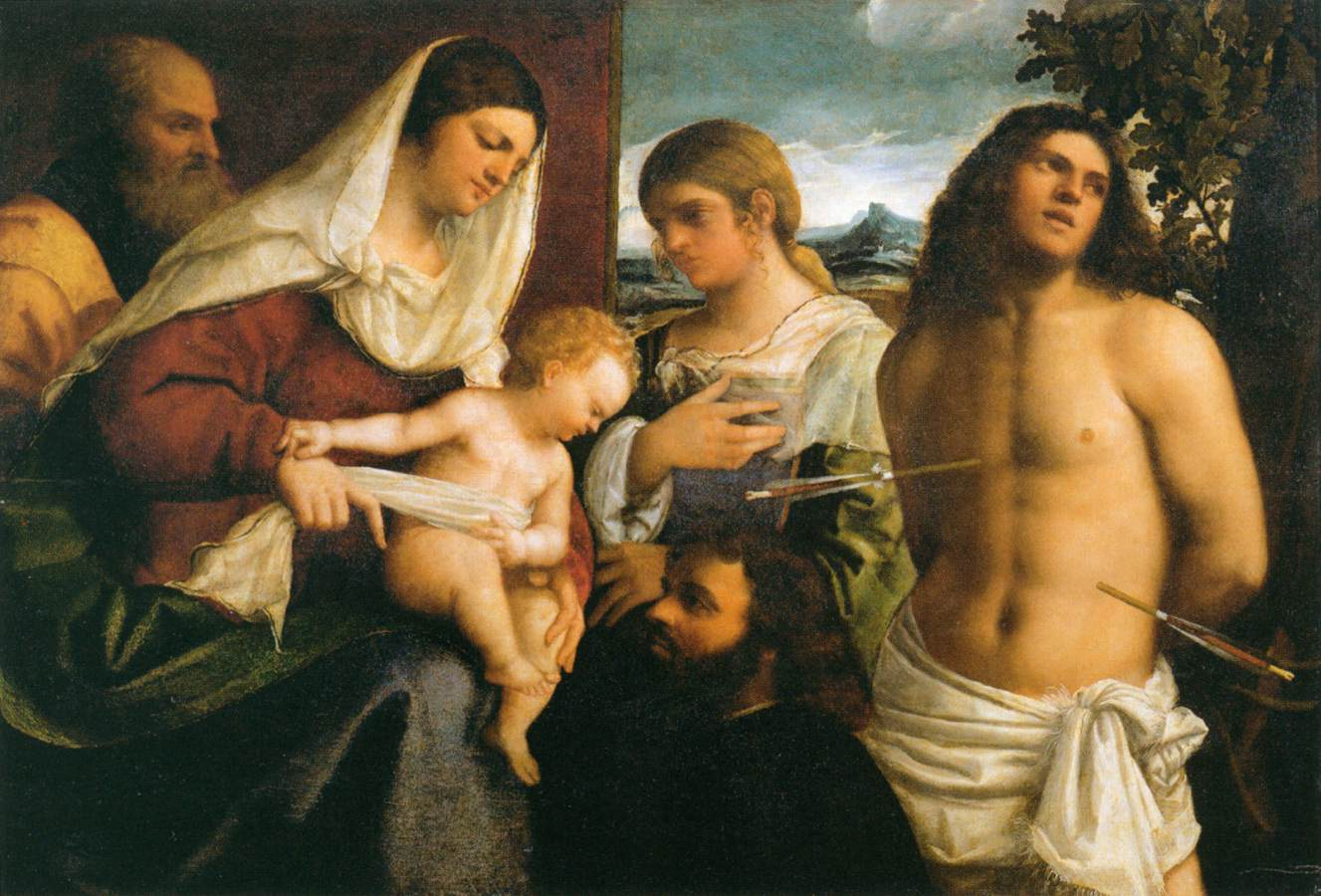
Conversation sacrée, v. 1507, Louvre.
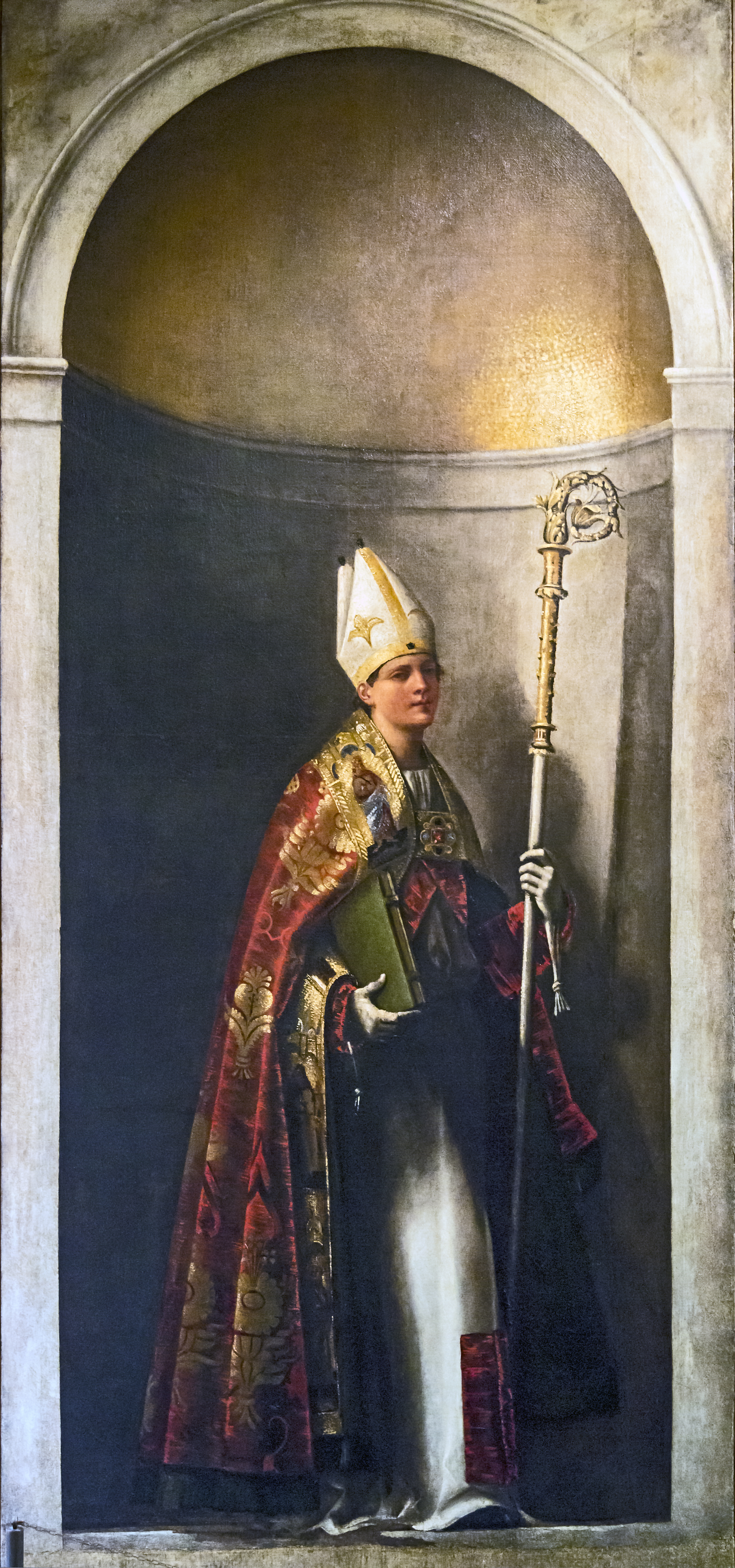
Saint Louis de Toulouse, intérieur des volets d'orgue de San Bartolomeo, Venise.
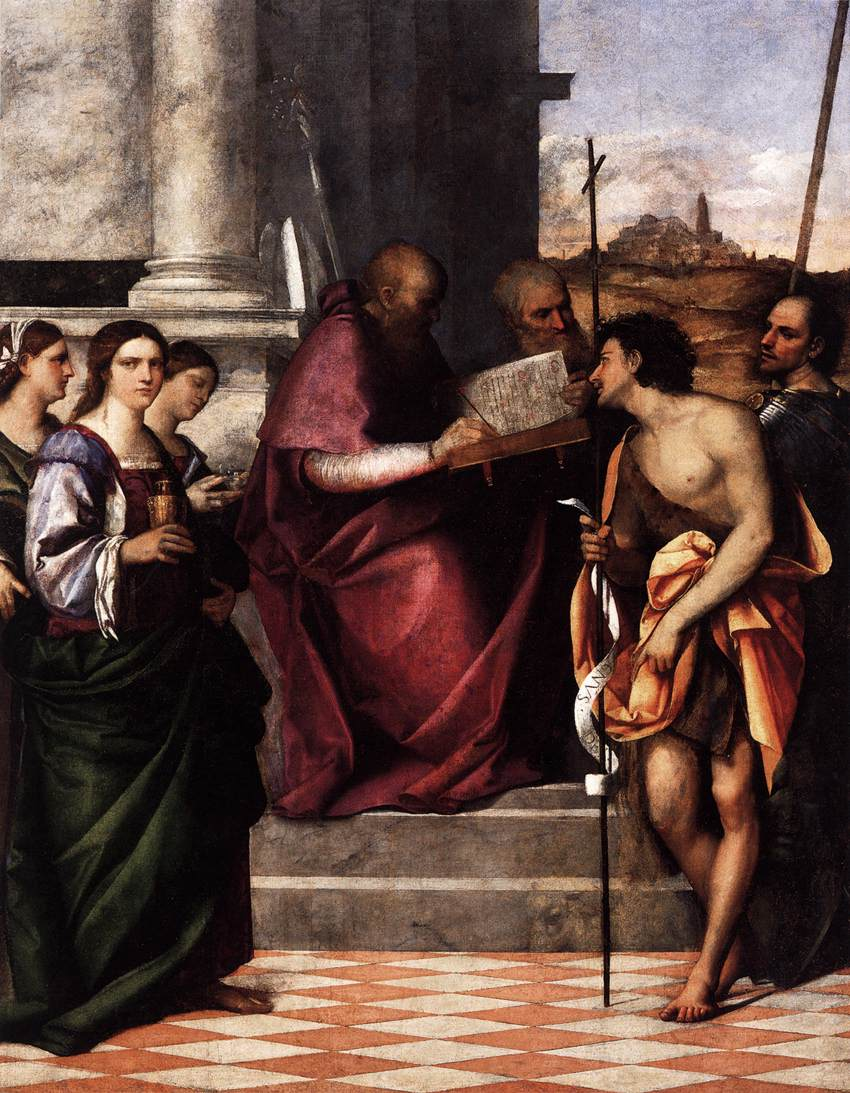
Retable de San Giovanni Crisostomo, 1510-11.

### Rome (1511-1520)

#### Interventions à la Farnesina
En 1511, le banquier du pape, Agostino Chigi, est l'homme le plus riche de Rome et un généreux mécène des arts. Au début de l'année, il est envoyé à Venise par le pape Jules II pour acheter un soutien vénitien à la papauté lors de la guerre de la Ligue de Cambrai. Quand il revient à Rome après un séjour d'environ six mois, il emmène Sebastiano avec lui qui, peut-être, cherche à échapper à l'ombre du Titien ; Sebastiano devait rester à Rome pour le reste de sa vie. Il commence par peindre des sujets mythologiques dans les lunettes de la Sala di Galatea de la Villa Farnesina de Chigi, sous un plafond que vient de réaliser Baldassarre Peruzzi. Ces fresques sont tirées des Métamorphoses (Ovide) : Térée chasse Filomela et Progne, Aglauro et Erse, Dédale et Icare, Juno, Scylla coupe les cheveux de Niso, la Chute de Phaéton, Zefiro et Flora, qui sont certainement terminées le 27 janvier 1512 ; la Tête gigantesque est plutôt attribuée à Baldassarre Peruzzi . Il y montre déjà une adaptation au style romain, notamment celui de Michel-Ange qui vient d'achever le plafond de la chapelle Sixtine. Probablement l'année suivante, il ajoute un grand Polyphème sous la lunette de Dédale et d'Icare, qui a déjà une musculature qui trahit son intérêt pour les œuvres de Michel-Ange. L'immédiateté du dessin (obtenu sans même recourir à des cartons) et la netteté éclatante des couleurs sont bien adaptées au thème des scènes mythologiques. Il est possible que Le Triomphe de Galatée de Raphaël (1514), qui se trouve dans la travée voisine et domine maintenant la salle, ait remplacé une fresque de Sebastiano. Un cycle plus important sur les murs inférieurs était apparemment prévu, mais abandonné pour des raisons qui ne sont pas claires.

#### Peintures de chevalet

Mort d'Adonis.

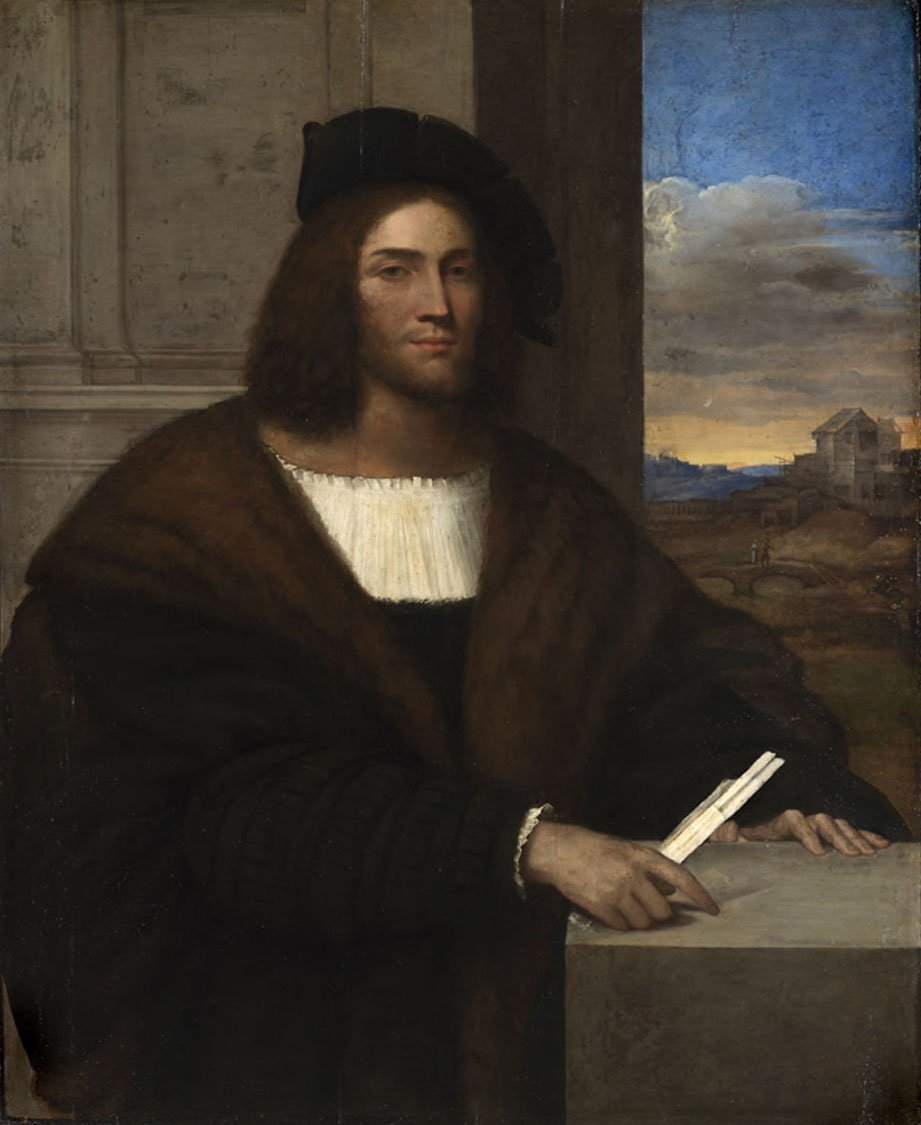
Portrait d'homme, Budapest, v. 1515.

Sebastiano produit également des peintures de chevalet peu après son arrivée, montrant le développement de son nouveau style. Une Mort d'Adonis, conservée à la Galerie des Offices et datant d'environ 1512-1513, montre qu'il « avait réalisé une dialectique de travail des styles classiques romains et vénitiens », dans laquelle il « a élargi la proportion de ses figures dans une massivité presque encombrante, lourde et sensuellement splendide : idéalisations, mais d'existence sensuelle ». Cette œuvre remonte également à cette période où cohabitent de grandes figures à la plasticité marquée et un panorama remarquablement délicat de Venise au coucher du soleil.
Le portrait de la Galerie des Offices et le Portrait du Cardinal Corondolet Ferry et son secrétaire aujourd'hui à Madrid datent de 1512 : si le décor du personnage est raphaélesque, l'atmosphère qui se dégage du paysage doré et des bâtiments en arrière-plan est vénitienne.
Le Portrait d'homme, au musée des Beaux-Arts de Budapest depuis 1895, alors attribué à Raphaël et pour cette raison payé une somme énorme, s'il maintient la synthèse compositionnelle entre les écoles romaine et vénitienne, montre la tendance du portrait de Luciani à la simplification dans les détails et dans la rédaction chromatique.

#### Rencontre avec Michel-Ange
Vers 1515, Sebastiano se lie d'amitié et s'allie avec Michel-Ange, qui l'a recruté « comme une sorte d'adjoint pour lui en peinture », étant revenu à son arriéré de projets promis en sculpture. Il entre malgré lui dans la rivalité qui s'enflamme ces années-là entre Buonarroti et Raphaël, artistes de premier plan à la cour papale. L'intention de Michel-Ange est que Sebastiano « conteste la première place de Raphaël » en peinture à Rome en utilisant au moins en partie des idées et des dessins qu'il lui fournit, la rivalité avec Raphaël étant devenue intense. L'intention est peut-être aussi d'établir une relation plus étroite qu'il en résulte réellement car en 1516, Michel-Ange retourne à Florence, ne revenant qu'occasionnellement à Rome pendant plusieurs années.
Le premier résultat de cette collaboration est l'une des peintures les plus importantes de Sebastiano, une Pietà placée vers 1516 sur un autel de l'église San Francesco de Viterbe et maintenant au musée civique de la ville. La composition est très inhabituelle pour ce sujet commun (que Michel-Ange a sculpté en 1498-1499), avec le Christ allongé au fond de l'espace, aux pieds d'une Vierge regardant vers le ciel, de sorte que les deux personnages ne peuvent pas vraiment se toucher. Bien qu'aucun dessin ne subsiste, on retrouve la conception de Michel-Ange, où « une idée de haute puissance tragique est exprimée avec une extrême simplicité dans une structure d'une rigueur géométrique sévère ». Le dos des panneaux comporte de grandes esquisses au fusain qui semblent être des deux artistes. Selon Vasari, ce serait le premier travail de collaboration entre eux, dans lequel Michel-Ange a fourni le carton qui a ensuite été mis en œuvre par le Vénitien. Le tableau, certainement le chef-d'œuvre de Sebastiano, dépouillé, sévère et presque archaïque, exsude « la solitude désespérée qui sépare la Mère pétrifiée et le Fils mort, et tous deux d'un Dieu le Père même annulé par l'idée très audacieuse [...] de prolonger les ténèbres sur le monde au-delà du moment évangélique de la mort sur la croix ». La scène nocturne, la première à une échelle monumentale dans l'Histoire de l'art italien, est une heureuse synthèse entre la culture vénitienne de Luciani et de son maître Giorgione, et le besoin d'une nouvelle invention iconographique ; pour la première fois, en effet, la scène de la veillée pascale est représentée avec la pleine lune vers laquelle se tourne Marie, non seulement mère en deuil, mais aussi figure de l'Église.
En 1516, il peint un sujet similaire, la Déploration du Christ (aujourd'hui au musée de l'Ermitage) en utilisant sa propre composition et en montrant sa connaissance du traitement par Raphaël des groupes de personnages.
La même année, il reçoit du marchand florentin et ami de Michel-Ange, Borgherini, qui avait apprécié sa Pietà, la commande pour la décoration de sa chapelle de l'église San Pietro in Montorio à Rome, espérant sans doute obtenir une contribution significative de Michel-Ange : le 9 août, Sebastiano demande à Michel-Ange un dessin pour son travail, qu'il le lui envoie la semaine suivante. Il existe un dessin de Michel-Ange de 1516 de la Flagellation de Jésus au British Museum, et d'autres croquis ; le dessin final ne subsiste que dans une copie de Giulio Clovio d'après un autre dessin de Michel-Ange (Royal Collection). Il y a une série d'interruptions et Sebastiano ne termine la chapelle qu'au début de 1524. La Flagellation est peinte à l'huile sur plâtre, méthode pratiquée d'abord par Domenico Veneziano, et ensuite par d'autres artistes, mais selon Vasari, seul Sebastiano réussit à empêcher les couleurs de noircir.

#### Confrontation avec Raphaël

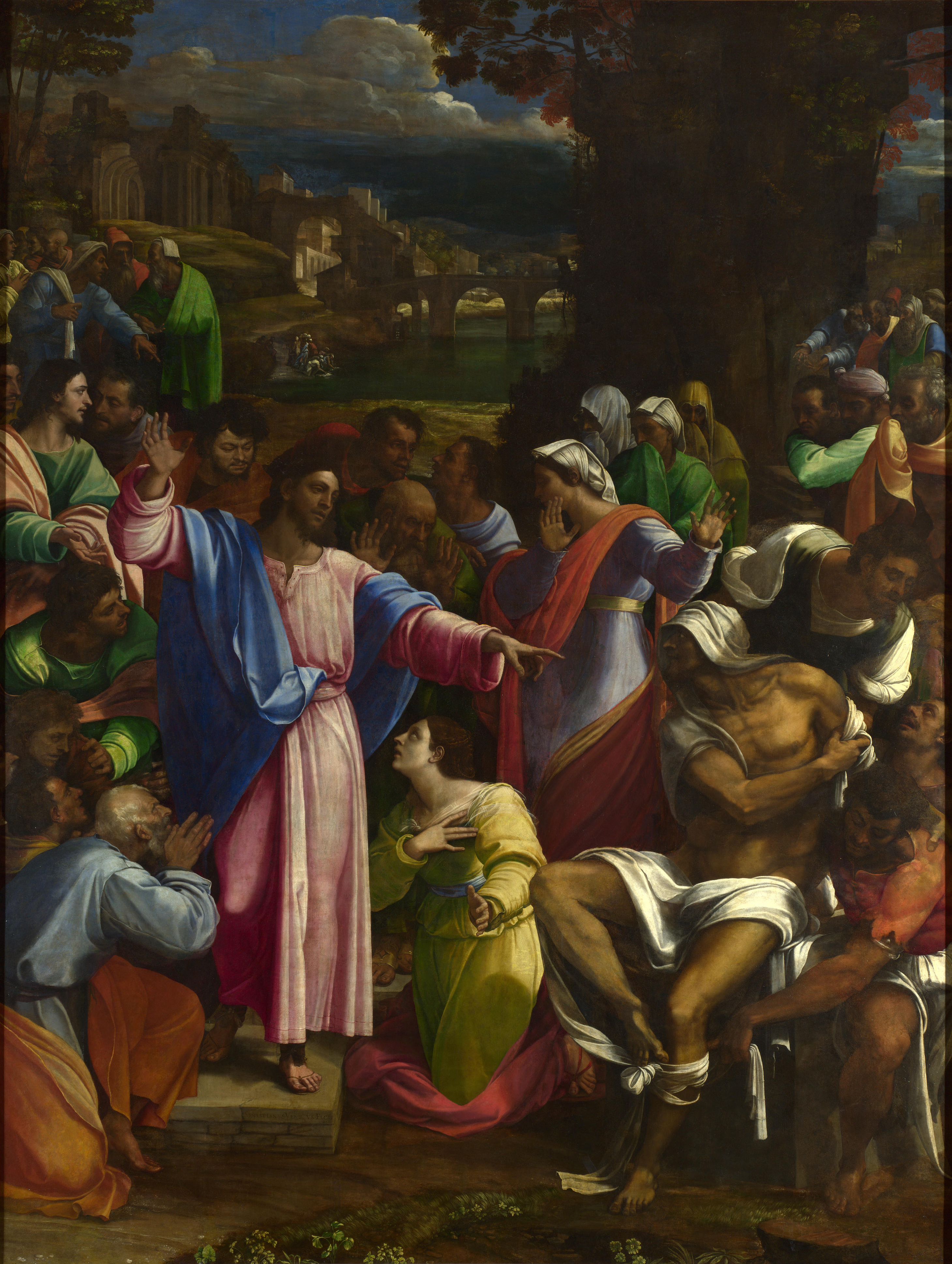
La Résurrection de Lazare.

Vers le milieu de la deuxième décennie, son style devint l'alternative la plus valable à celui de Raphaël et la concurrence avec ce dernier devient évidente. La dernière œuvre majeure de cette période est la Résurrection de Lazare, aujourd'hui conservée à la National Gallery, qui est commandée en 1516 par le cardinal Giulio de Médicis, archevêque de Narbonne dans le sud de la France, et futur pape Clément VII, en concurrence flagrante conçue par Michel-Ange, avec une peinture de la même taille de Raphaël, La Transfiguration. Toutes deux sont censées être pendues dans la Cathédrale Saint-Just-et-Saint-Pasteur de Narbonne. Michel-Ange fournit au moins des dessins pour la figure de Lazare et les deux hommes qui le soutiennent (British Museum) et a probablement participé à l'exécution de la figure du Christ, mais n'a probablement pas travaillé sur le tableau lui-même, ne serait-ce que parce qu'il n'est que brièvement à Rome lorsqu'il est peint.
La correspondance de Leonardo Sellaio avec Michel-Ange rapporte quelques termes du concours : en janvier 1517, il écrit que Raphaël « mettait le monde sens dessus dessous pour qu'il ne le fasse pas, pour ne pas l'accepter » ; en septembre, il écrit que Sebastiano « fait des miracles pour qu'on ne puisse plus jamais dire qu'il a gagné » ; Raphaël n'avait même pas commencé sa peinture qu'en juillet 1518, Sebastiano écrit à Michel-Ange qu'il a ralenti son travail parce que « je ne veux pas que Rafaello voie le mien tant qu'il n'aura pas fourni le sien ». Achevée en mai 1519, l'œuvre est exposée au palais du Vatican pour la première fois en décembre « avec les louanges de tous et du Pape » et de nouveau, le 12 avril 1520, en comparaison de la Transfiguration inachevée de Raphaël, décédé six jours avant. Les deux sont loués, mais celui de Raphaël est généralement préféré, comme c'est toujours le cas depuis. Comme le dit Vasari, « il a été composé et peint avec la plus grande application, sur les indications et même parfois sur le dessin de Michel-Ange ». La composition se développe en deux flux de figures disposés en diagonale et s'ouvre sur un paysage qui, s'il fait allusion à une Rome fantasmée, rappelle encore, mais de façon plus dure, les vues giorgionesques. Si certaines figures monumentales font référence à Michel-Ange, la variation alternée de couleurs froides et chaudes et le sens atmosphérique, qui donne de la sévérité à la scène, sont essentiellement de Sebastiano.
Les négociations pour le paiement sont également longues : sur les 1000 ducats initiaux demandés par Sebastiano, il n'atteint 800 que grâce à l'intervention de Michel-Ange.
Le Martyre de sainte Agathe, mentionné par Vasari, date également de la même période : « Il fit pour le Cardinal d'Aragon, dans un tableau, une belle sainte Agathe nue et martyrisée à l'arrière, ce qui était une chose rare. Ce tableau est aujourd'hui dans la garde-robe de Signor Guidobaldo, Duc d'Urbino, et n'est pas inférieur à beaucoup d'autres beaux tableaux qui sont de la main de Raffaello da Urbino, Titien et autres ». Vasari a confondu le cardinal d'Aragon avec le cardinal Ercole Rangoni, diacre de Sant'Agata, le vrai client de la peinture qui apparaît très loin de la culture picturale vénitienne et presque irréelle dans les surfaces lisses et dans le rythme de composition des figures qui donnent au martyre une impression de ballet glacial.

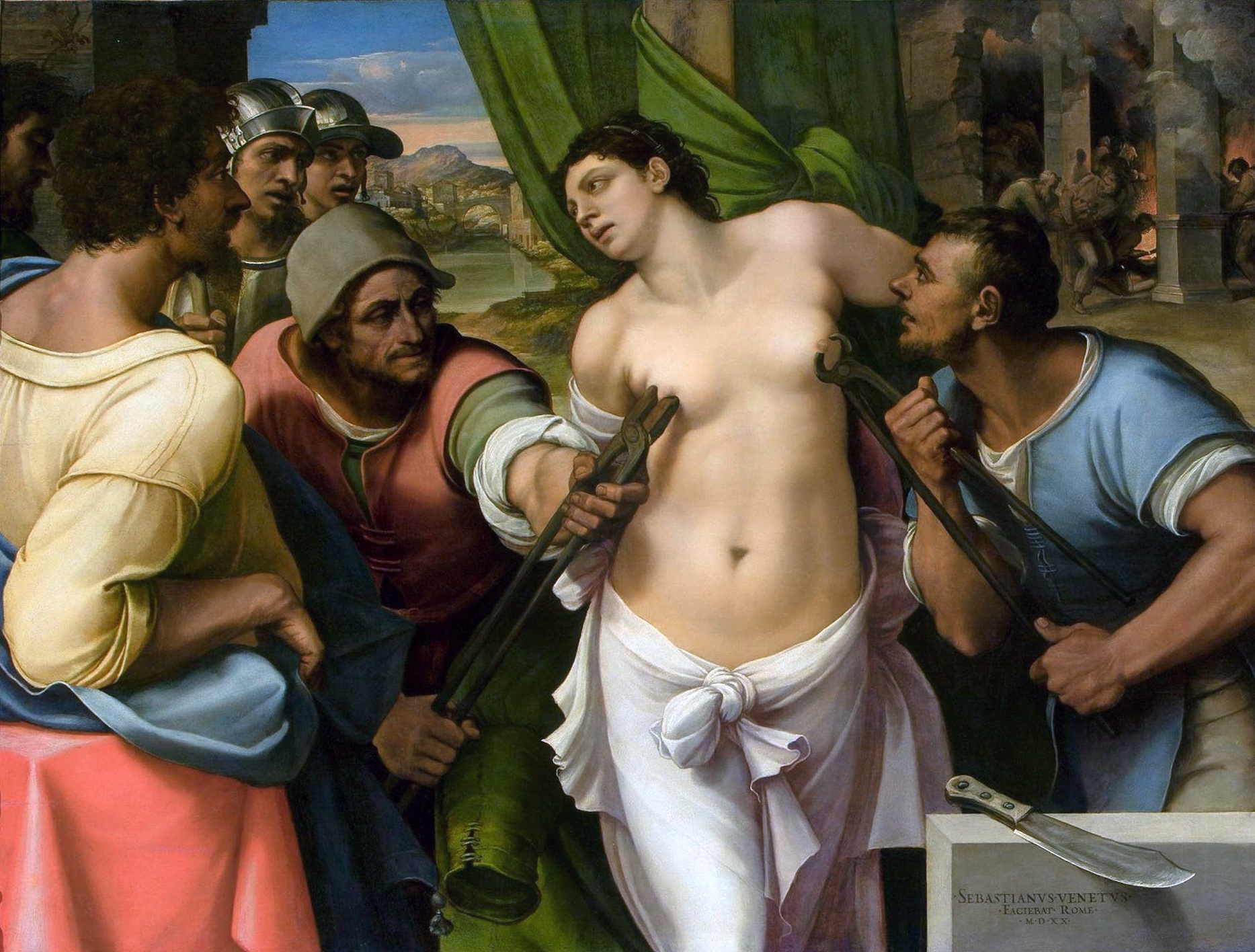
Le Martyre de sainte Agathe.
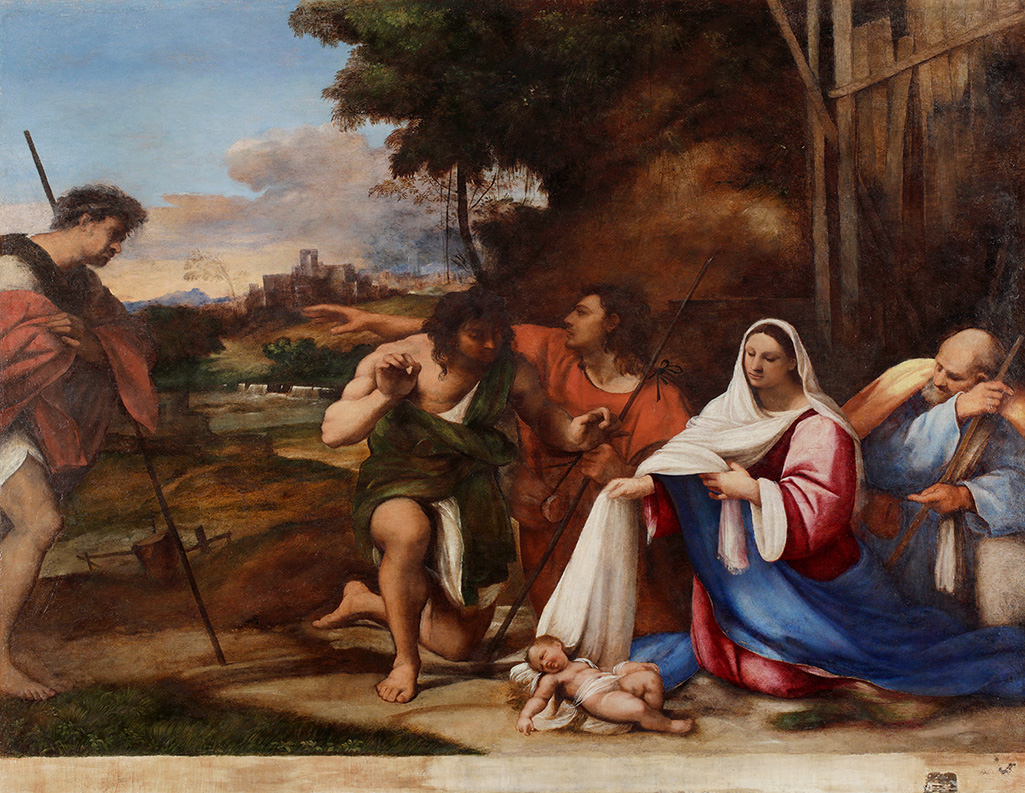
Adoration des bergers, 1511-12, Fitzwilliam Museum, peut-être la première peinture romaine de Sebastiano.
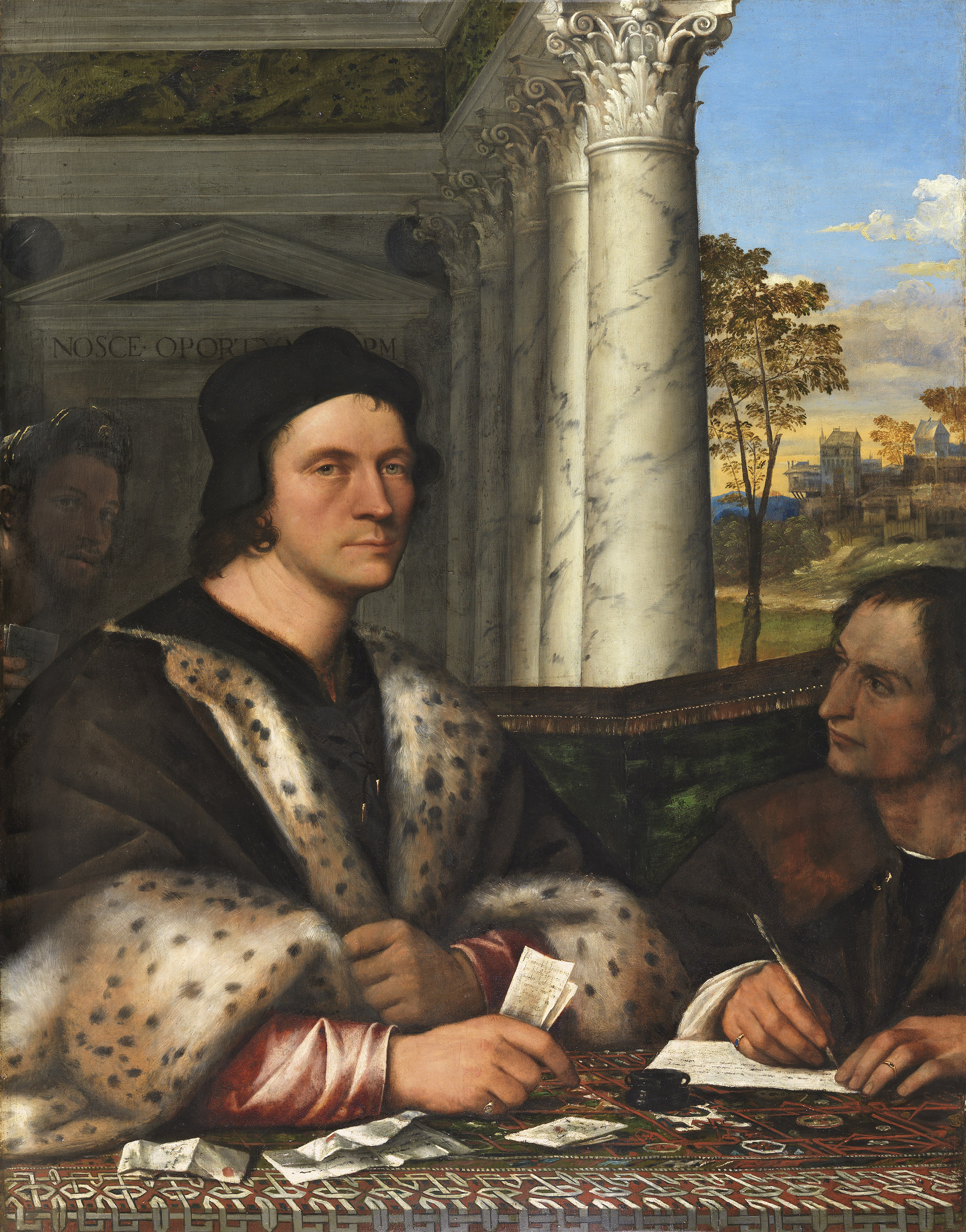
Ferry Carondelet et son secrétaire, 1512.
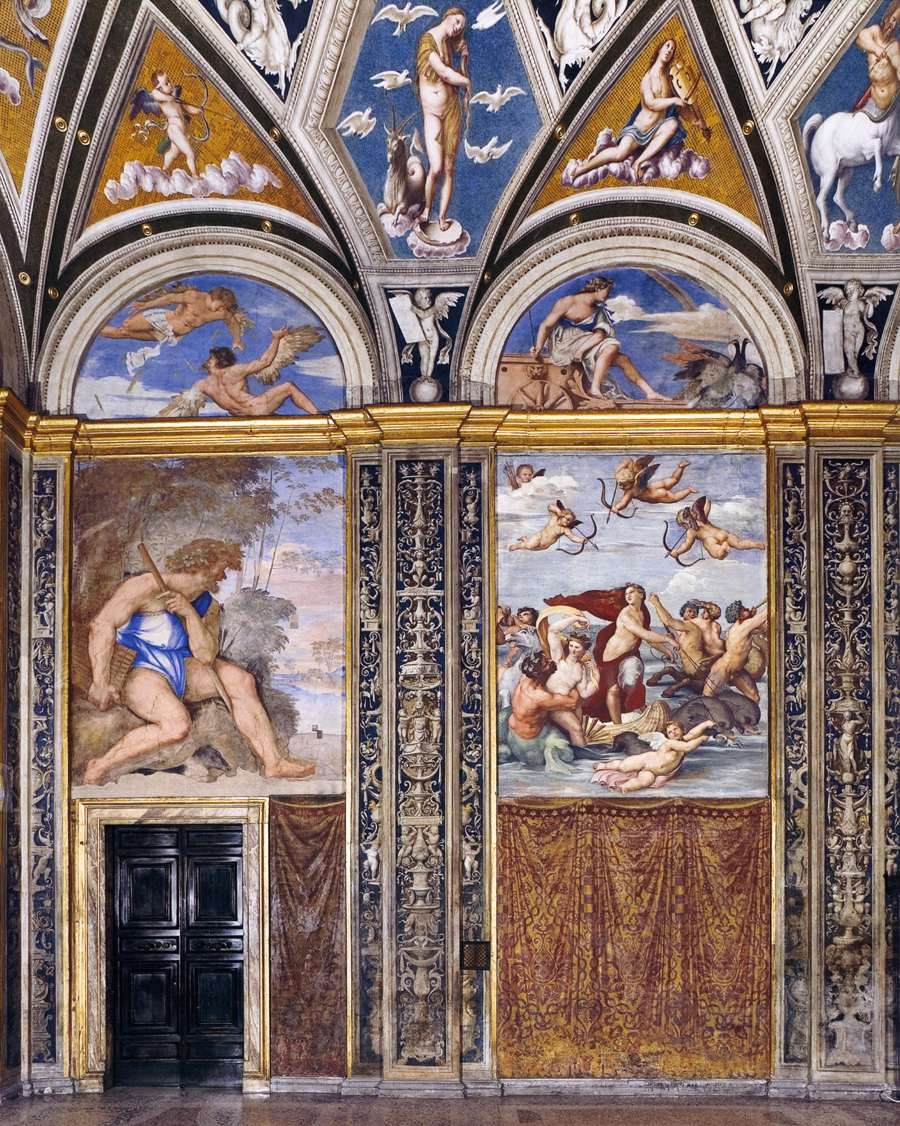
Polyphemus, Villa Farnesina.
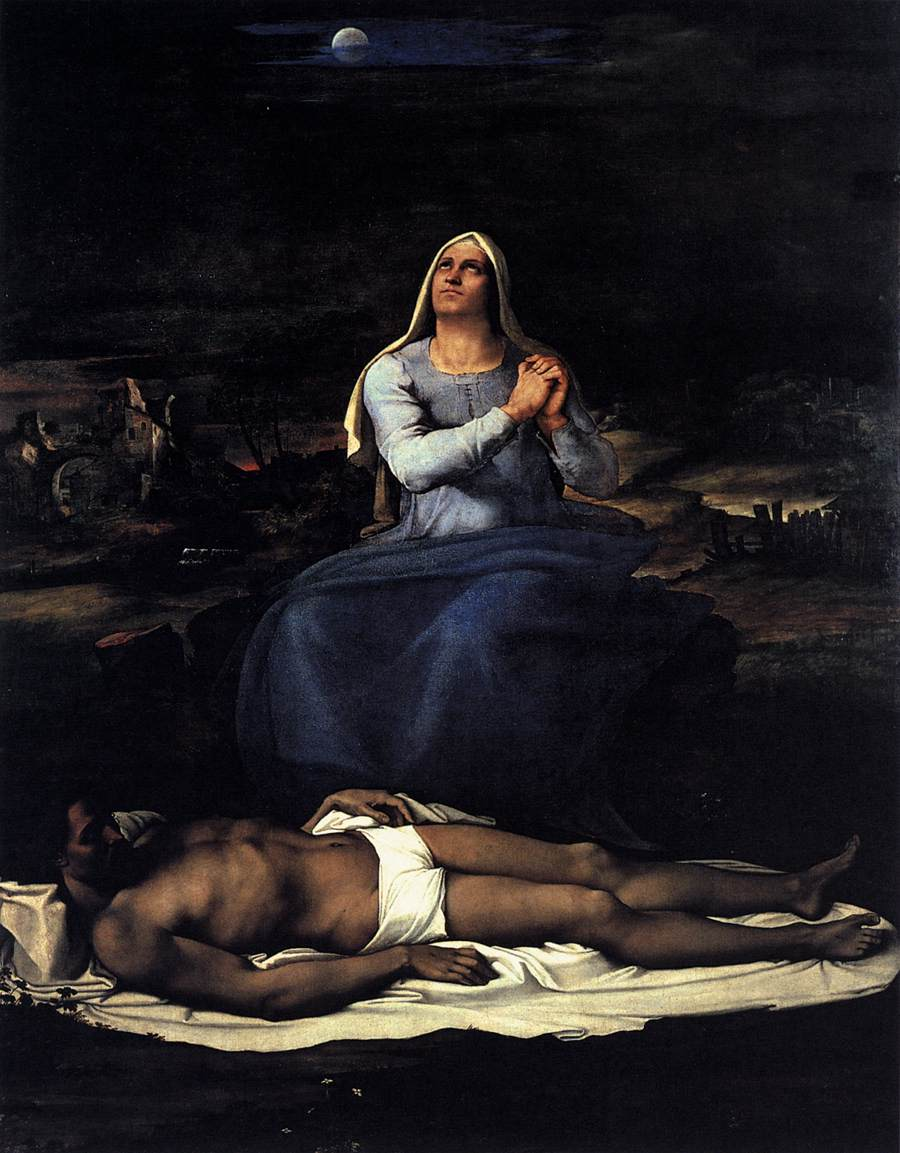
Pietà de Viterbe, vers 1515.
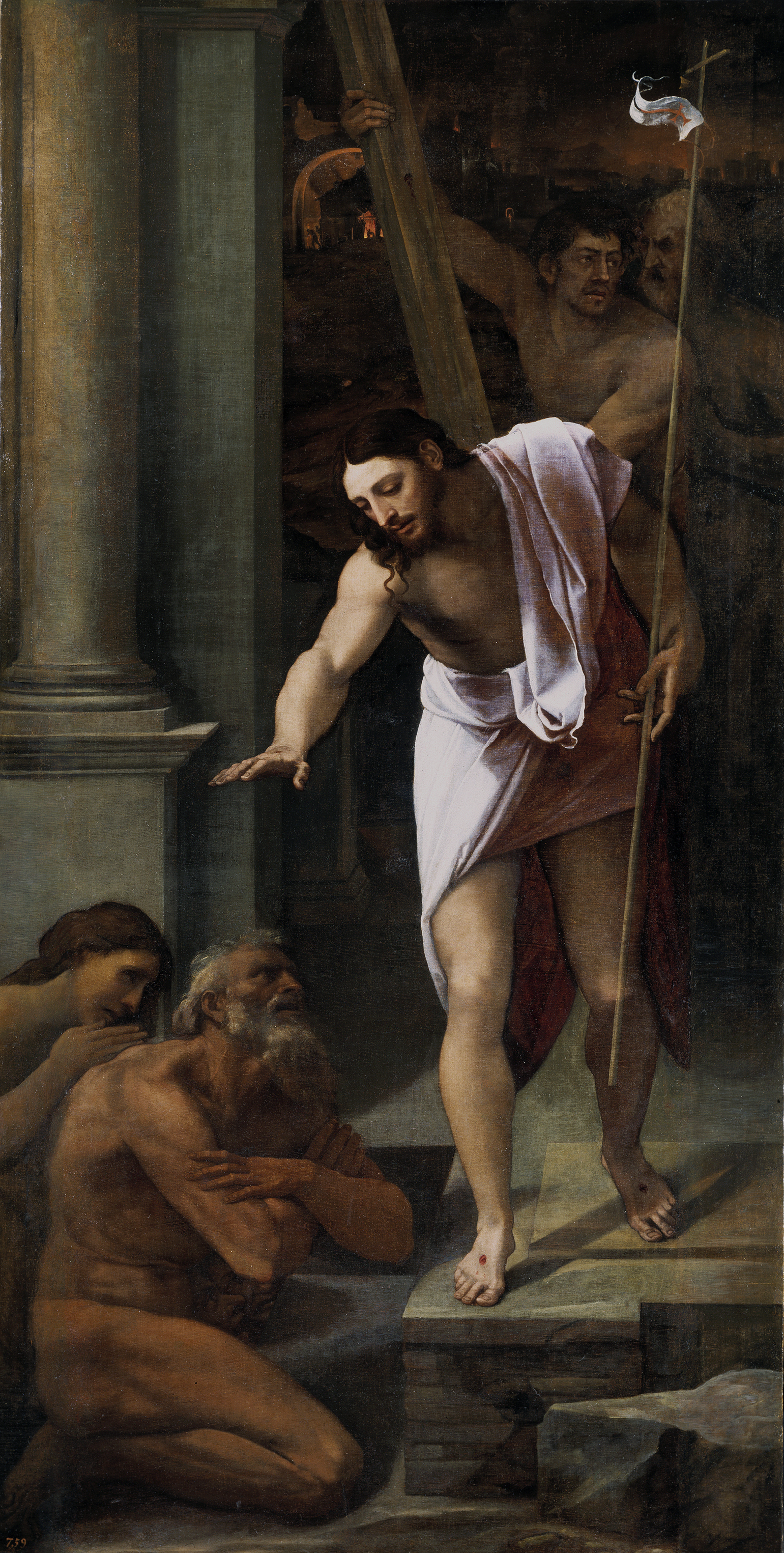
Descente dans les limbes, 1516, volet gauche d'un triptyque.
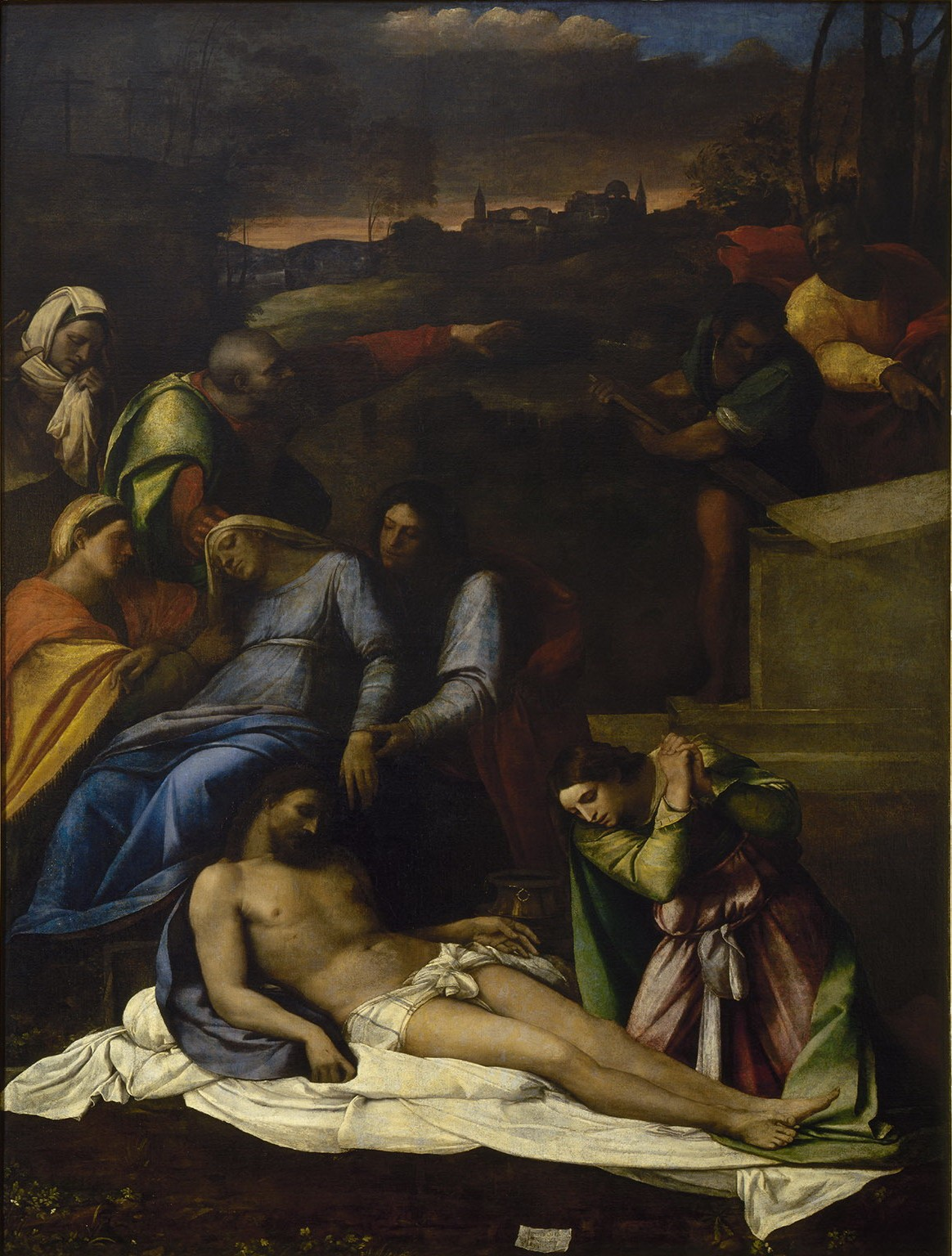
La Lamentation of Jesus, 1516, musée de l'Ermitage, partie centrale d'un triptyque.
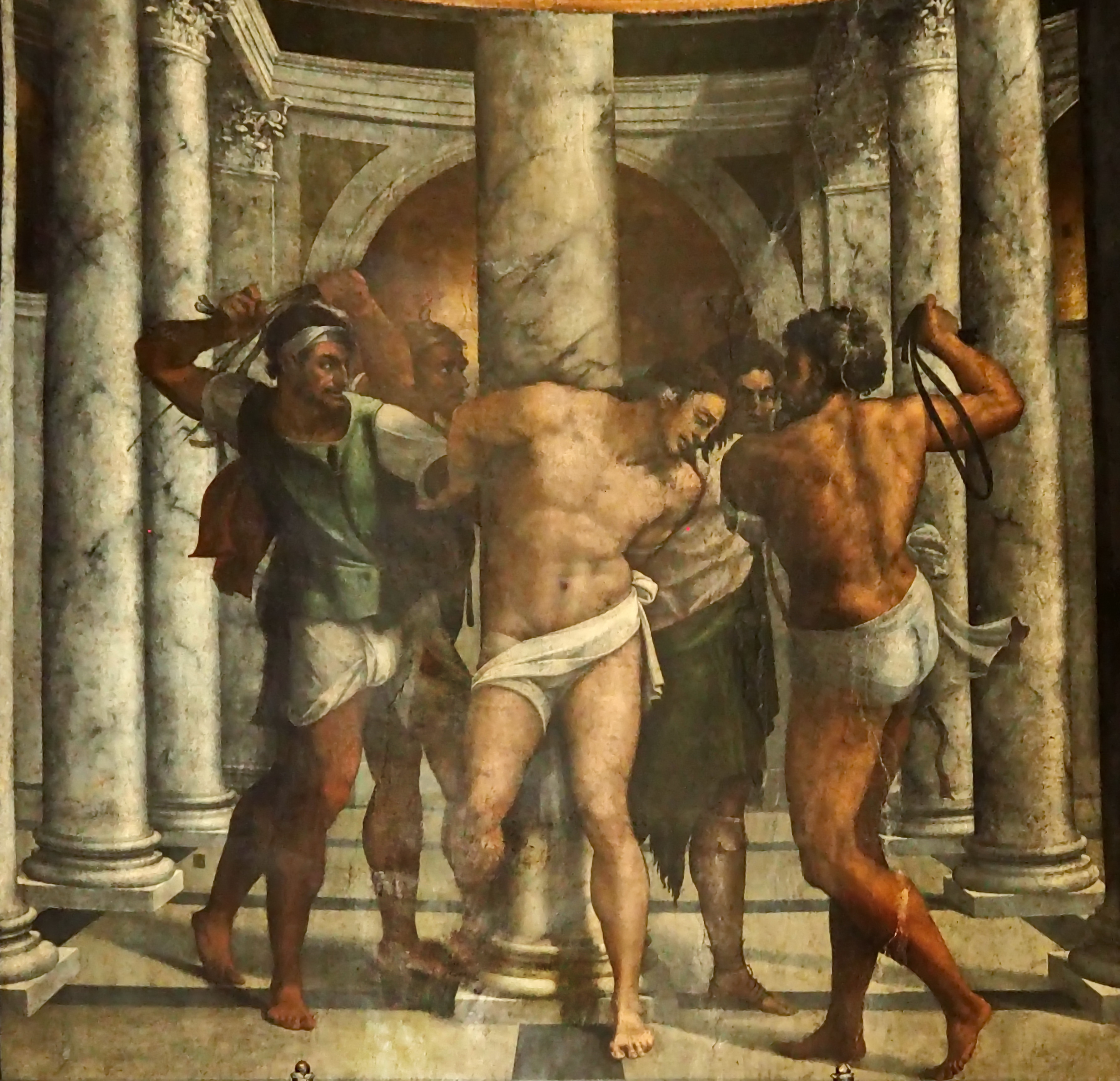
Flagellation, San Pietro in Montorio, d'après un dessin de Michel-Ange, 1516 ou plus tard.
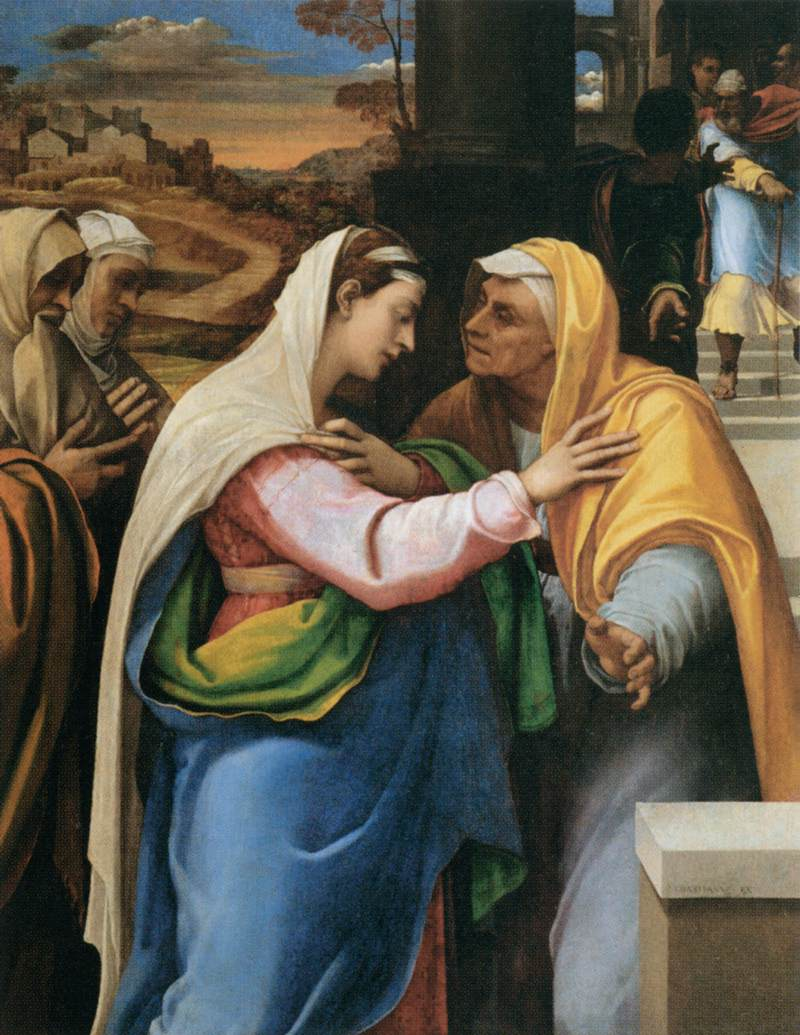
La Visitation, musée du Louvre, 1518-19.
Portrait d'un homme, peut-être Christophe Colomb, 1519.
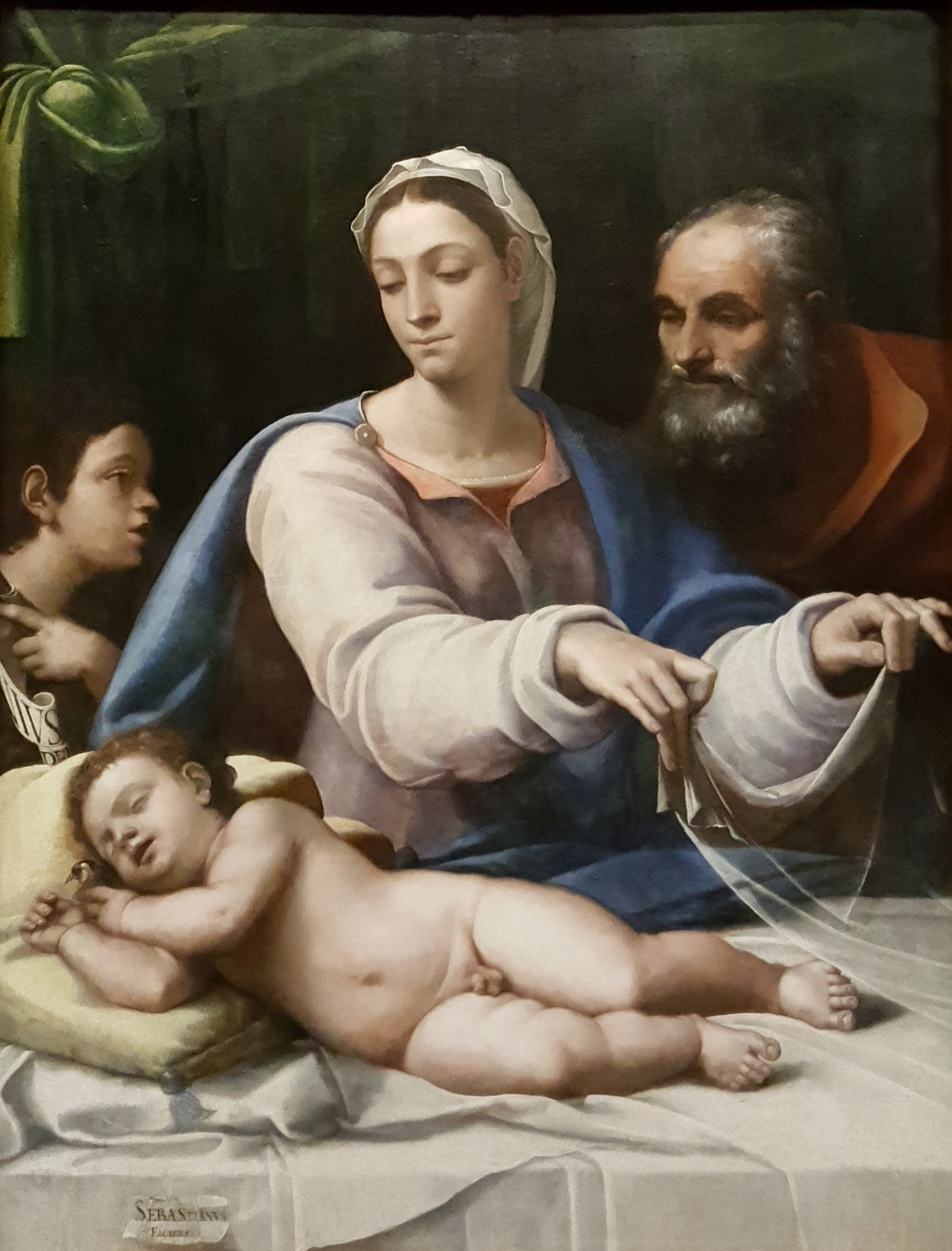
Madone avec un voile, vers 1525.

### Rome (1520-1531)

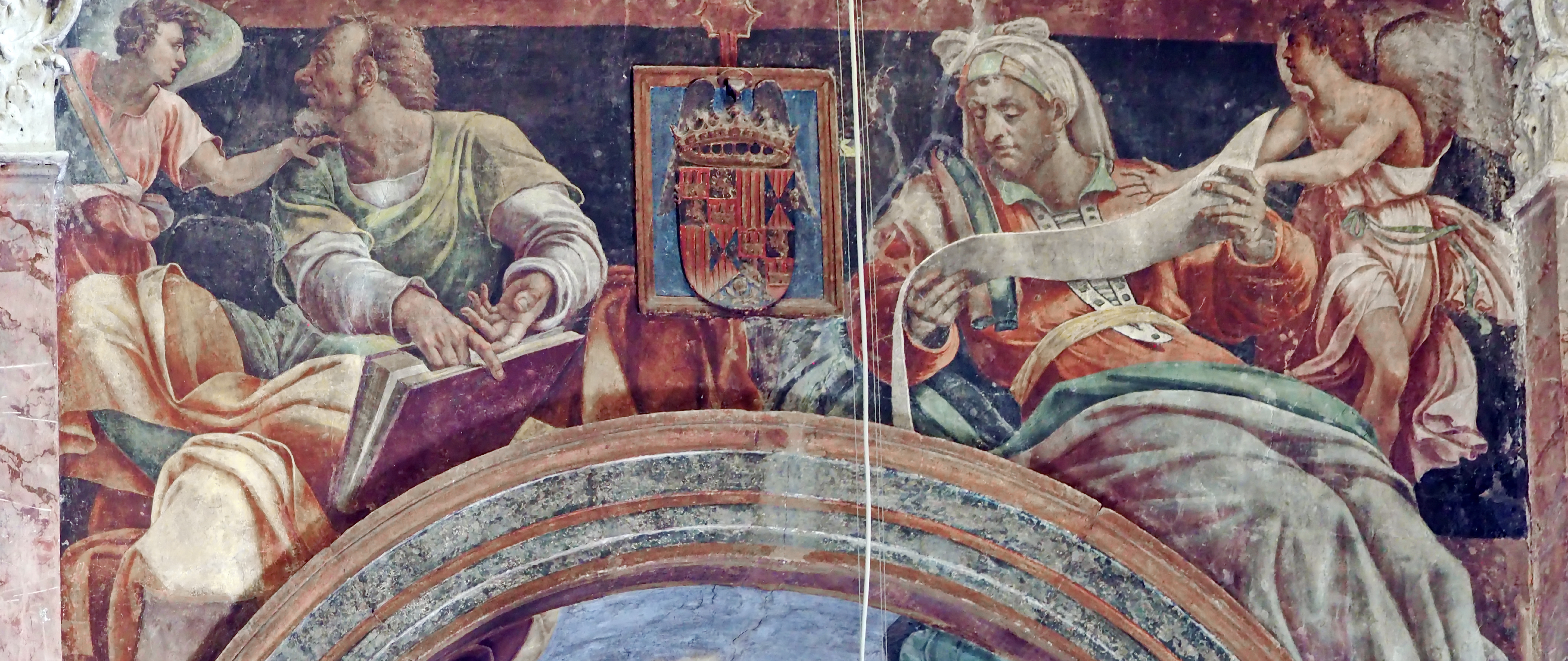
Matthieu et Isaïe dans La Transfiguration à San Pietro in Montorio, vers 1524.

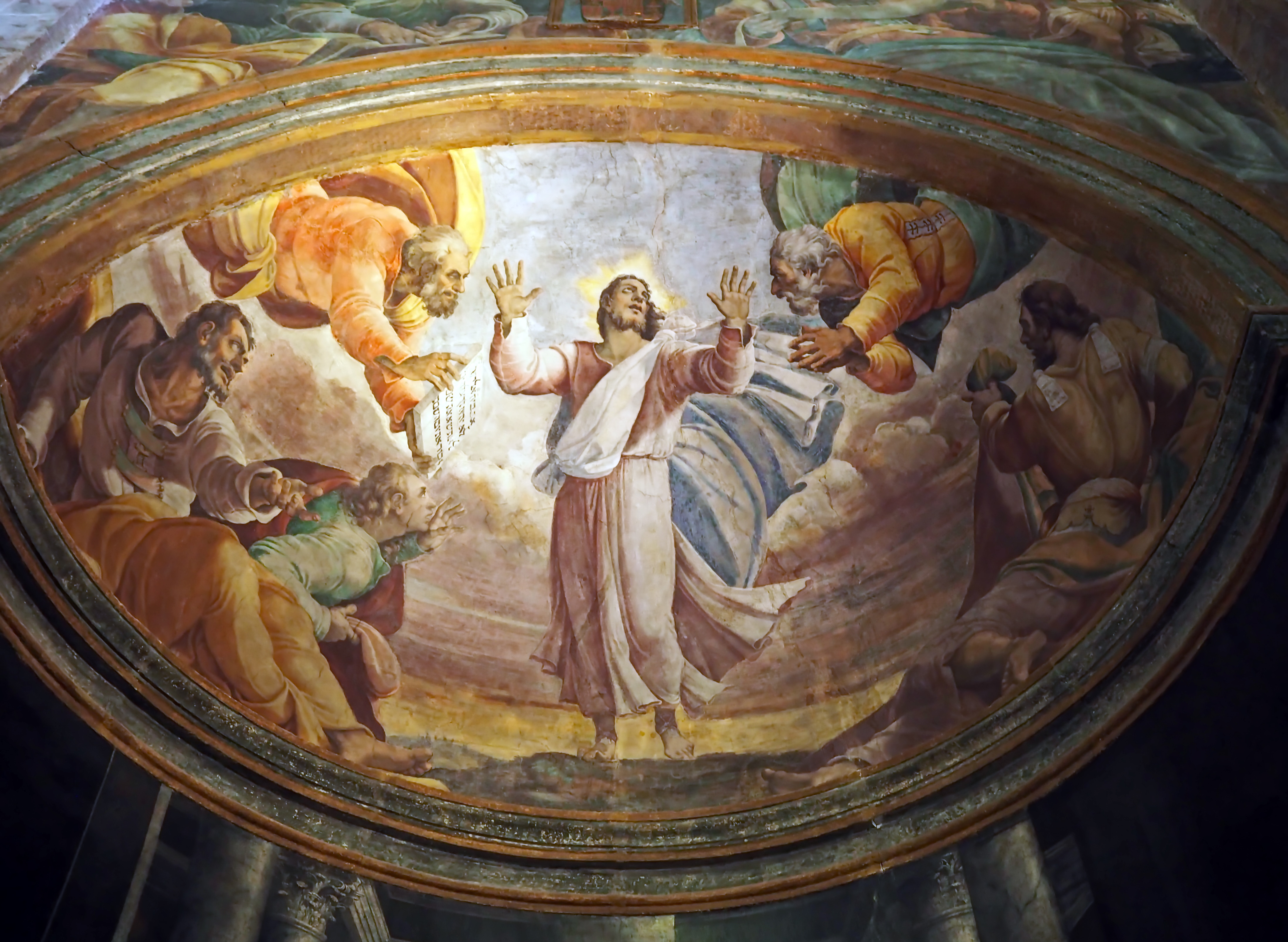
Fresque de La Transfiguration à San Pietro in Montorio, vers 1524.

#### Décoration de la chapelle Borgherini
Au début des années 1520, Sebastiano achève la chapelle Borgherini avec une Transfiguration dans le demi-dôme au-dessus de sa Flagellation. La combinaison montre l'influence de l'Apocalipsis Nova, un texte contemporain qui prophétise la venue d'un « Pasteur Angélique » qui apporterait un nouvel âge de paix. Michel-Ange fait partie des nombreux catholiques réformistes intéressés par le texte. La Flagellation représente « l'état actuel et corrompu du Christianisme et la Transfiguration l'avenir glorieux à venir ». Le 6 septembre 1521, il indique à Michel-Ange qu'il veut peindre le mur de la chapelle Borgherini à l'huile. Il termine également la Visitation de la Reine de France, aujourd'hui au Louvre.
En décembre 1520, son fils Luciano nait, dont Michel-Ange est le parrain.
La mort de Raphaël en 1520, juste avant l'exposition des deux tableaux rivaux destinés à Narbonne, fait clairement de Sebastiano le principal peintre opérant à Rome. Comme le montrent ses lettres, il tente immédiatement de s'assurer la « Sala dei Pontefici », le projet de Raphaël au Vatican, mais est empêché par l'atelier de Raphaël qui dispose des dessins du maître, et par sa propre incapacité à obtenir l'aide de Michel-Ange, le pape ayant demandé à ce dernier de travailler exclusivement sur le tombeau de Jules II promis depuis longtemps. Dans les années suivantes, Sebastiano évite surtout les très grosses commandes pour les églises et se concentre sur les portraits pour lesquels il jouit d'une réputation considérable, et les peintures de chevalet religieux, comme sa Visitation pour la France (1518–19, aujourd'hui au Louvre) et sa Madone au voile (vers 1525), une adaptation très réussie de la La Vierge de Lorette (Raphaël). À ces deux types d'ouvrages, il apporte son classicisme monumental raffiné.
Sa carrière au cours de la décennie est grandement influencée par des événements extérieurs. En 1522, il y a la peste à Rome et il quitte peut-être la ville pour une longue période ; il y a peu de preuves de son activité pendant plus d'un an. Le 19 novembre 1523, Jules de Médicis est élu pape sous le nom de Clément VII et par la suite, Sebastiano semble faire partie de la vie de la cour du Vatican. Il peint un certain nombre de portraits du pape et d'autres tableaux pour lui.
En mars 1524, la décoration de la chapelle Borgherini est enfin achevée : « Le Christ à la colonne, qu'il a peint à San Piero a Montorio, n'a jamais bougé jusqu'à présent et a la même vivacité et la même couleur qu'au premier jour : parce qu'il a utilisé ce ainsi fit la diligence, qui fit l'épaisse boucle du mortier avec un mélange de mastic et de poix grecque, et celles fondées ensemble au feu et données dans les murs, puis la fit niveler avec un mélange de mortier rendu rouge, ou bien chaud, dans le feu. Ainsi, ses affaires ont pu résister à l'humidité et très bien garder la couleur sans les faire changer ». L'original à partir duquel Sebastiano a exécuté ses propres dessins pour l'huile sur plâtre de l'église romaine a été identifié dans une petite feuille avec un Christ à la colonne de Michel-Ange, maintenant au British Museum. Le succès de cette œuvre, l'une de ses plus connues, lui vaut un large écho, et Mgr Botonti, qui a commandé la Pietà de Viterbe dix ans plus tôt, lui en demande une copie, réalisée en 1525, également conservée au musée civique de la ville.
Le Portrait d'Anton Francesco degli Albizzi de Houston renvoie également à 1525 ; les portraits d'Andrea Doria, de Clément VII et de Pierre l'Arétin datent de l'année suivante : « Outre la ressemblance, il offre la particularité de cinq ou six sortes de noirs dans les vêtements, entre le velours, le satin, l'armoisin, le damas et le drap, sans compter par-dessus tous ces noirs, une barbe encore plus noire, dont chaque poil est si bien représenté qu'on la croirait vraie. Le modèle tient sans la main un rameau de laurier et une feuille de papier portant le nom de Clément VII : par devant, deux masques , l'un souriant, l'autre grimaçant, représentant la Vertu et le Vice. L'Arétin fit don de ce tableau à sa ville natale et  ses citoyens l'ont placé dans la salle publique de leur conseil, honorant ainsi la mémoire de leur illustre compatriote, qui ne leur fait pas moins honneur. ».

#### Sac de Rome
Pendant le sac de Rome, en mai 1527, il semble être resté avec le pape, barricadé dans le château Saint-Ange, et dans sa retraite agitée à Orvieto, bien qu'il semble avoir passé du temps en juin 1528 à Venise, où le 11 août, il procure la dot de sa sœur Adriana, puis assiste au mariage du peintre Vincenzo Catena. Il y est peut-être en 1529, ses premiers retours connus dans la cité depuis 1511. La catastrophe du sac de Rome met fin à l'époque de la Haute Renaissance à Rome, dispersant l'atelier de Raphaël et les maniéristes romains émergents, et détruisant largement la confiance des mécènes.
Il revient à Rome fin février 1529 où il réalise d'ici la fin de cette année le Christ portant la croix du musée du Prado, vu presque de face dans les trois quarts d'une figure, dans une composition nue et avec de grandes surfaces d'ombre, en harmonie avec le nouveau climat spirituel qui s'est créé avec le sac et anticipant la peinture sacrée de l'époque du concile de Trente.

#### «Piombatore»
En 1531, la mort de l'ancien titulaire permet à Sebastiano de presser le pape Clément pour le poste lucratif de « piombatore », chargé des sceaux pontificaux, qu'il obtint après avoir promis de payer une somme fixe de 300 écus par an à l'autre principal prétendant, Giovanni da Udine, qui est également peintre, de l'atelier de Raphaël. Pour  bénéficier de la charge ecclésiastique des sceaux, ce père de deux filles, n'hésite pas à prononcer ses vœux, tout en écrivant à Pierre l'Arétin, qu'il est « le frère le plus gaillard de Rome ». Il encaisse les taxes d'enregistrement de tous les documents pontificaux scellés avec du plomb, mais cette réussite financière s'accompagne d'une quasi cessation de son activité de peintre,. Après cela, ses tableaux, plus souvent signés que datés, portent des signatures telles que « F(rater) Sebastianus Ven(etus) ». Il prend alors le nom de Sebastiano del Piombo qui désigne sa charge, et qui fait sombrer dans l'oubli son nom de Sebastiano Viniziano.

### Rome (1532-1547)

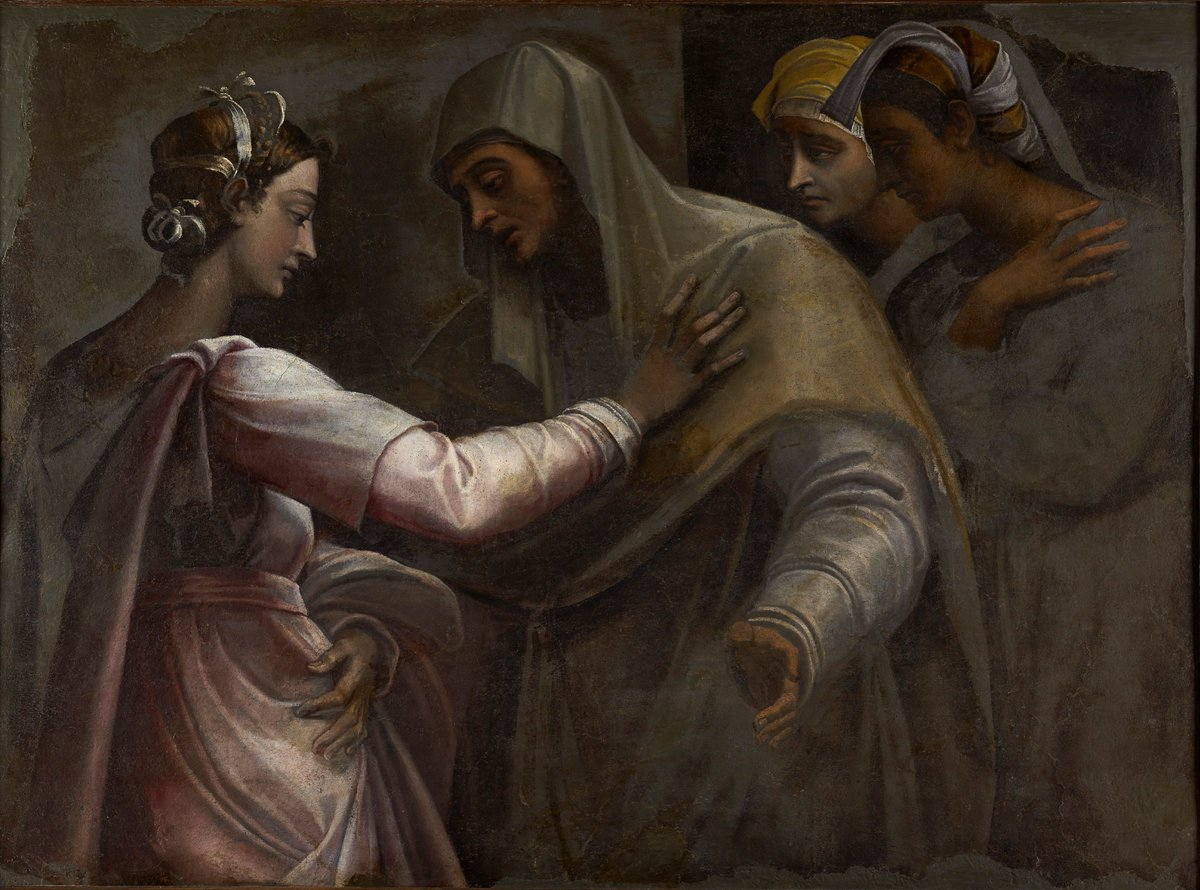
Plus grand fragment de la Visitation laissée inachevée ; probablement l'une de ses dernières œuvres, années 1540. Château d'Alnwick.

#### Rupture avec Michel-Ange
La production artistique de Sebastiano diminue après la prise de ses nouvelles fonctions, mais peut-être pas autant que Vasari le suggère. Les grands projets, même d'un seul tableau, pouvaient prendre de nombreuses années, comme une Pietà pour l'Espagne. C'est la dernière pièce où Michel-Ange l'a aidé avec un dessin. Vasari, probablement très influencé par Michel-Ange, met l'accent sur le fait que Sebastiano se détourne de l'art pour une vie confortable en tant que courtisan bien payé à partir de ce moment, mais il peut exagérer la réalité.
Son amitié avec Michel-Ange prend fin en 1534, après un désaccord sur Le Jugement dernier de ce dernier dans la chapelle Sixtine. Sebastiano encourage le pape à insister pour que ce tableau soit exécuté à l'huile sur plâtre, la technique qu'il a développée et utilisée. L'énorme mur est préparé avec le plâtre lisse nécessaire pour cela ; Michel-Ange apparemment acquiesce. Il y a peut-être même eu l'idée que Sebastiano pourrait peindre les dessins de Michel-Ange ; Michel-Ange a peut-être aussi essayé de peindre à l'huile sur une surface lisse. Il est clair que plusieurs mois après que l'idée d'utiliser des huiles soit apparue, Michel-Ange la rejette furieusement et insiste pour que tout le mur soit enduit avec l'arriccio brut nécessaire comme base pour la fresque. C'est à cette occasion qu'il dit que la peinture à l'huile était « un art pour les femmes et pour les gens tranquilles et oisifs comme Fra Sebastiano ».

#### Derniers travaux

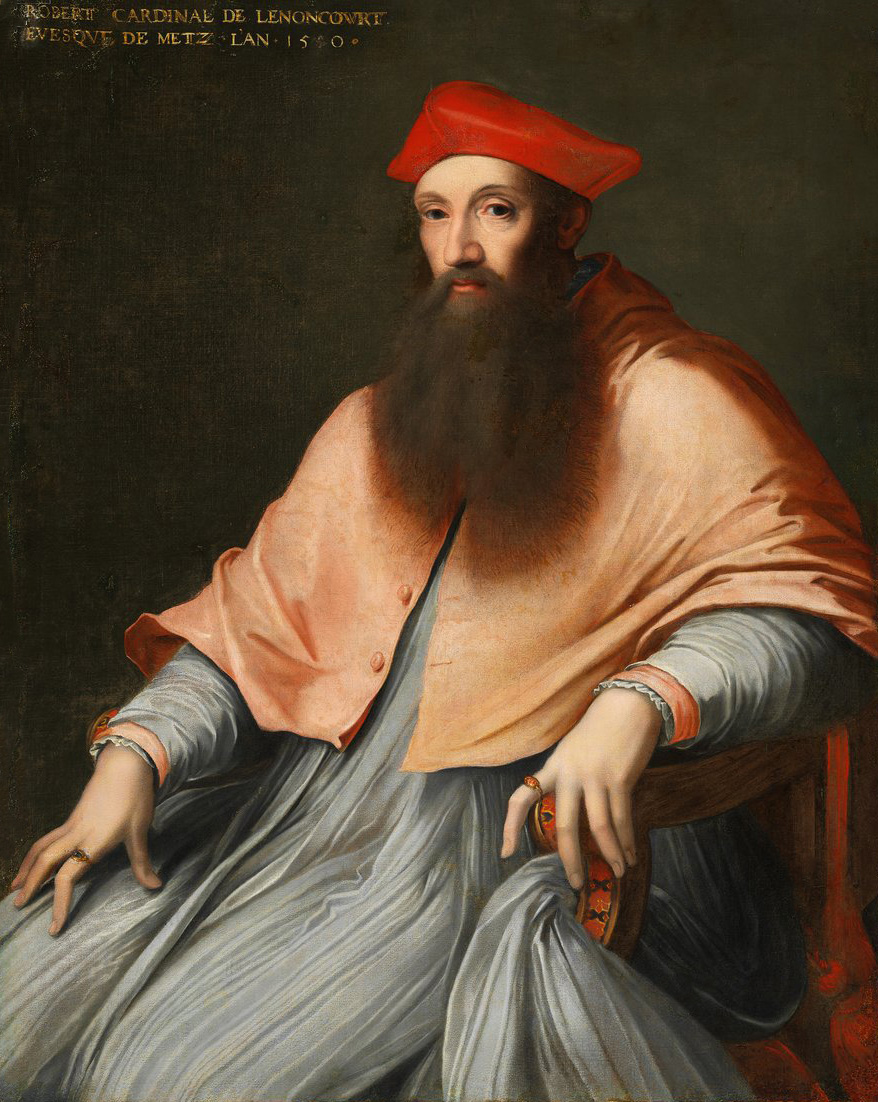
Portrait du Cardinal Reginald Pole, vers 1537, Saint Petersbourg.

Le Portrait du cardinal Reginald Pole (1537) est principalement attribué à Luciani, mais avec les exceptions faisant autorité de Roberto Longhi et Federico Zeri qui le donnent à Perin del Vaga, en vertu du raphaélisme intellectualiste de la peinture.
Ce n'est qu'en 1540 qu'il termine la Pietà aujourd'hui à Séville, commandée par Ferdinand Ier de Guastalla en 1533 en cadeau à Francisco de los Cobos y Molina, chancelier de l'empereur Charles Quint. Toujours vers 1540, il peint le Christ portant la croix de Budapest, figure représentée avec la plus grande essentialité - il manque la couronne d'épines - comme pour offrir la représentation de la douleur en elle-même, universelle car prise dans la seule expression de la souffrance ; le Christ, solidaire de la croix, émerge violemment de l'espace sombre et amplifié, étendant ses doigts nerveux devant les yeux du spectateur. Pour Federico Zeri, il y a « un sentiment de gravité sèche et douloureuse, une focalisation sur le thème sacré avec des intentions méditatives sans équivoque, qui marquent un détachement très résolu de la libre idéalisation formelle de ses premières peintures ».
Deux projets tardifs pour des églises n'ont jamais été terminés par Sebastiano : un grand retable de la Naissance de la Vierge, toujours dans l'Église Santa Maria del Popolo à Rome, est commencé à la fin des années 1530 mais a dû être terminé après sa mort par Francesco Salviati ; avant sa mort en 1541, l'exécuteur testamentaire de la succession d'Agostino Chigi commande une grande Visitation comme mémorial dans l'Église Sainte-Marie de la Paix. Elle est encore à moitié finie à la mort de Sebastiano en 1547, et est finalement terminée au XVIIe siècle. Des fragments avec certaines des figures principales grandeur nature se trouvent au château d'Alnwick, dans un style d'une simplicité impressionnante, point final d'une « tendance à trop généraliser les apparences et les structures picturales de sorte qu'elles frôlent un effet d'abstraction géométrique » qui est de plus en plus apparent dans son travail depuis ses premières années à Rome.
Ces dernières années, sa production picturale se ralentit considérablement ; il reporte la livraison des commandes pendant de nombreuses années, et seulement après des rappels répétés (comme dans le cas de la Pietà d'Úbeda ). Cela est dû à l'indolence qu'il peut désormais se permettre (comme Vasari le lui a reproché à plusieurs reprises), grâce à son salaire fixe de piombatore. Il est donc principalement  inactif les dernières années de sa vie d'un point de vue artistique.

#### Mort
Dans son testament du 1er janvier 1547, il nomme son fils Giulio et ses descendants comme héritiers, demandant à être enterrés dans la basilique Sainte-Marie-Majeure sans faste. Le 21 juin 1547 il meurt après une courte maladie, à l'âge de 62 ans, dans sa maison à proximité de l'église Santa Maria del Popolo où il est finalement enterré en suivant l'enterrement élaboré pour les pauvres comme il l'a demandé. Il reste dans son atelier un Saint Michel qui renverse le diable et quelques portraits du pape Clément VII, ainsi qu'au moins un de Giulia Gonzaga. Grâce à Daniele da Volterra, ses restes sont transférés en 1561 à l'Accademia di San Luca de Rome.
Vasari a commenté sa mort, entre l'amer et la polémique : « sa mort ne fut pas une grande perte pour l'art, car dès l'instant qu'il était devenu plombateur, il avait été perdu pour la peinture. »

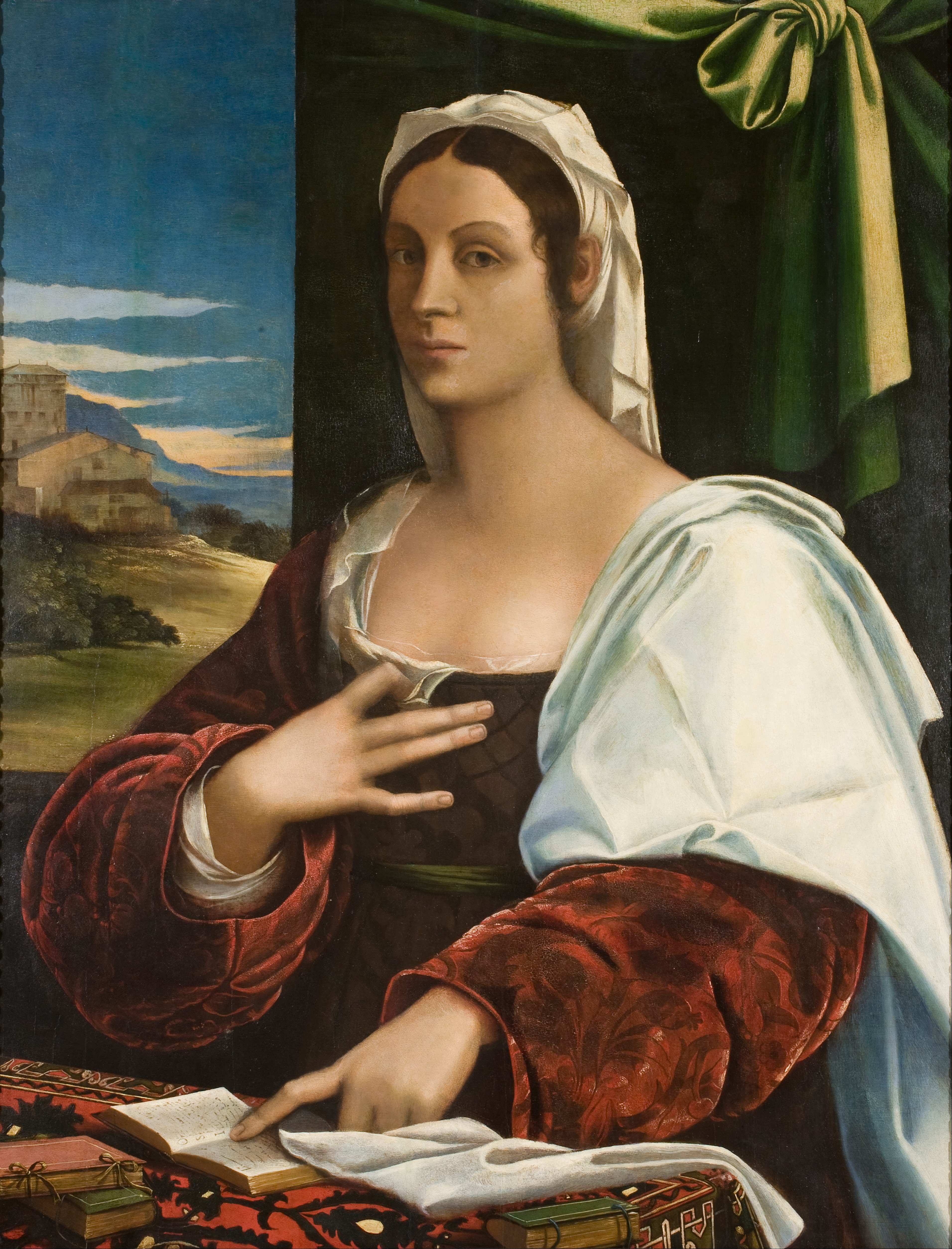
Peut-être Vittoria Colonna, vers 1525.
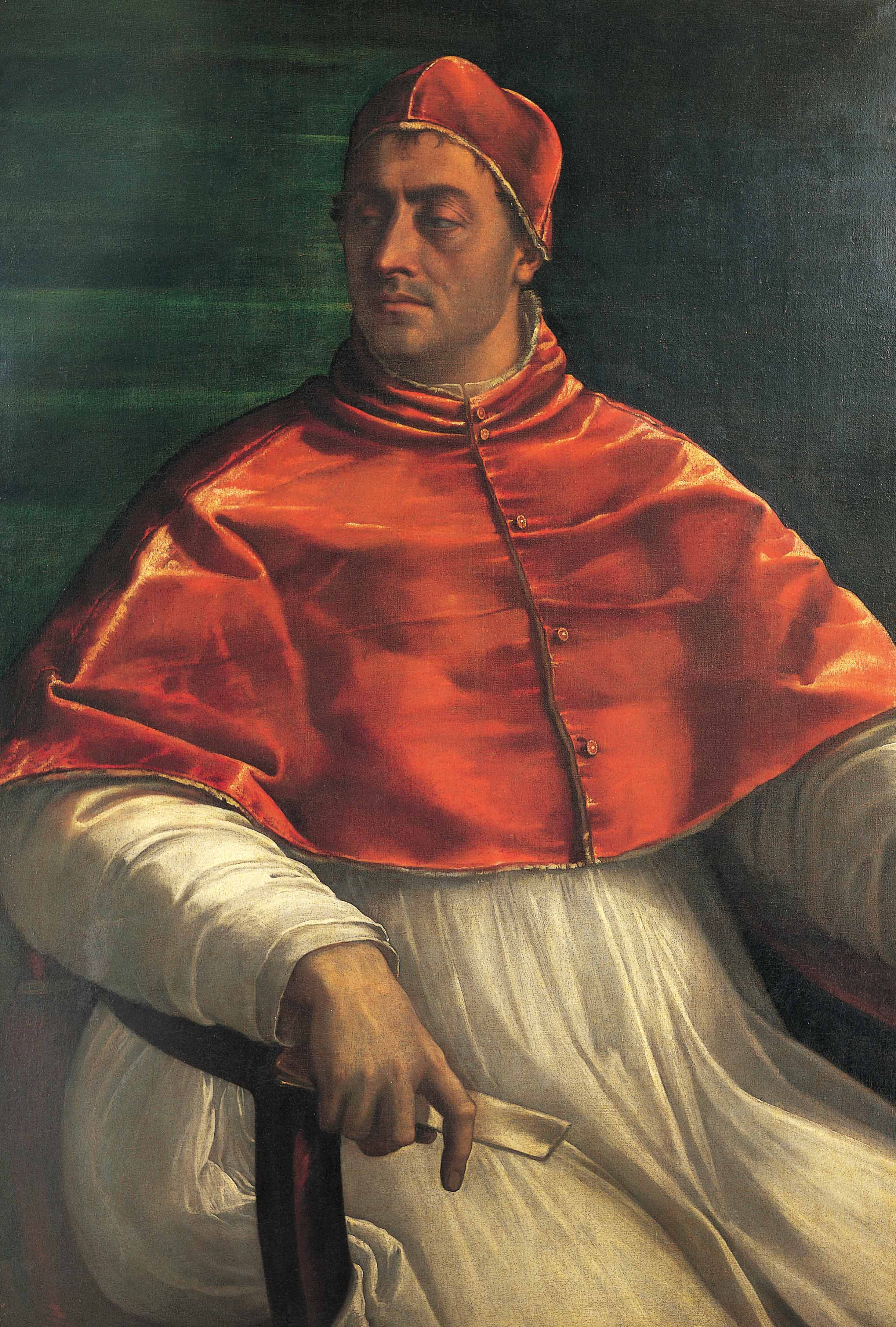
Portrait du pape Clément VII, vers 1526.
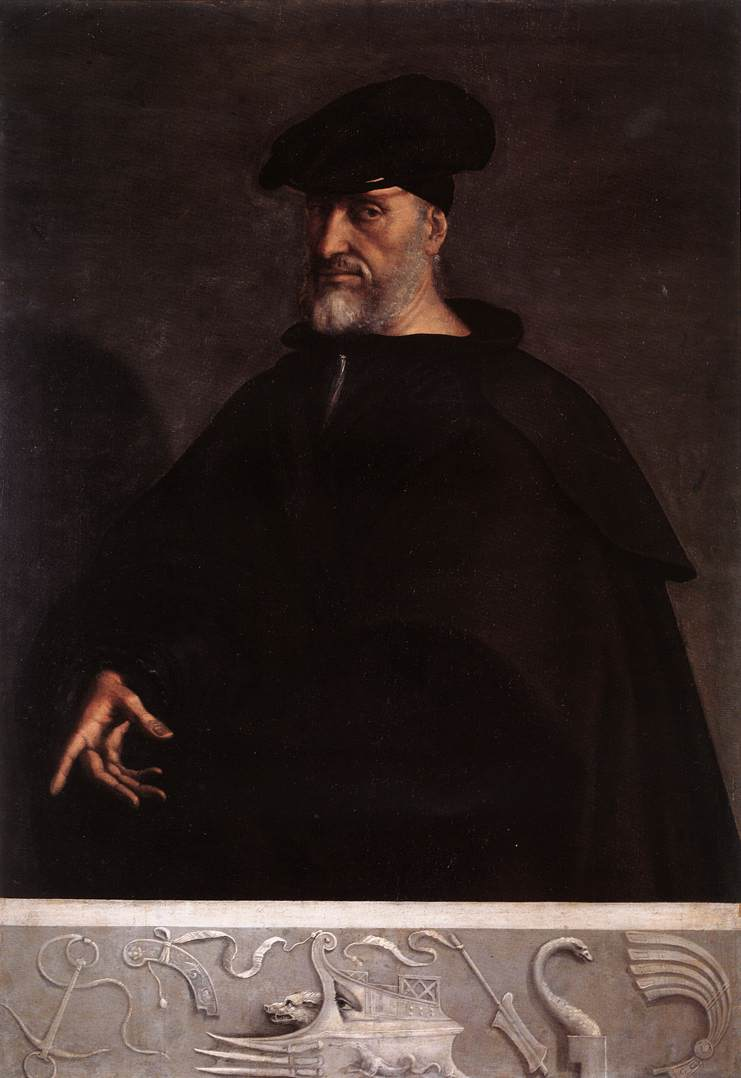
Portrait d'Andrea Doria, 1526.
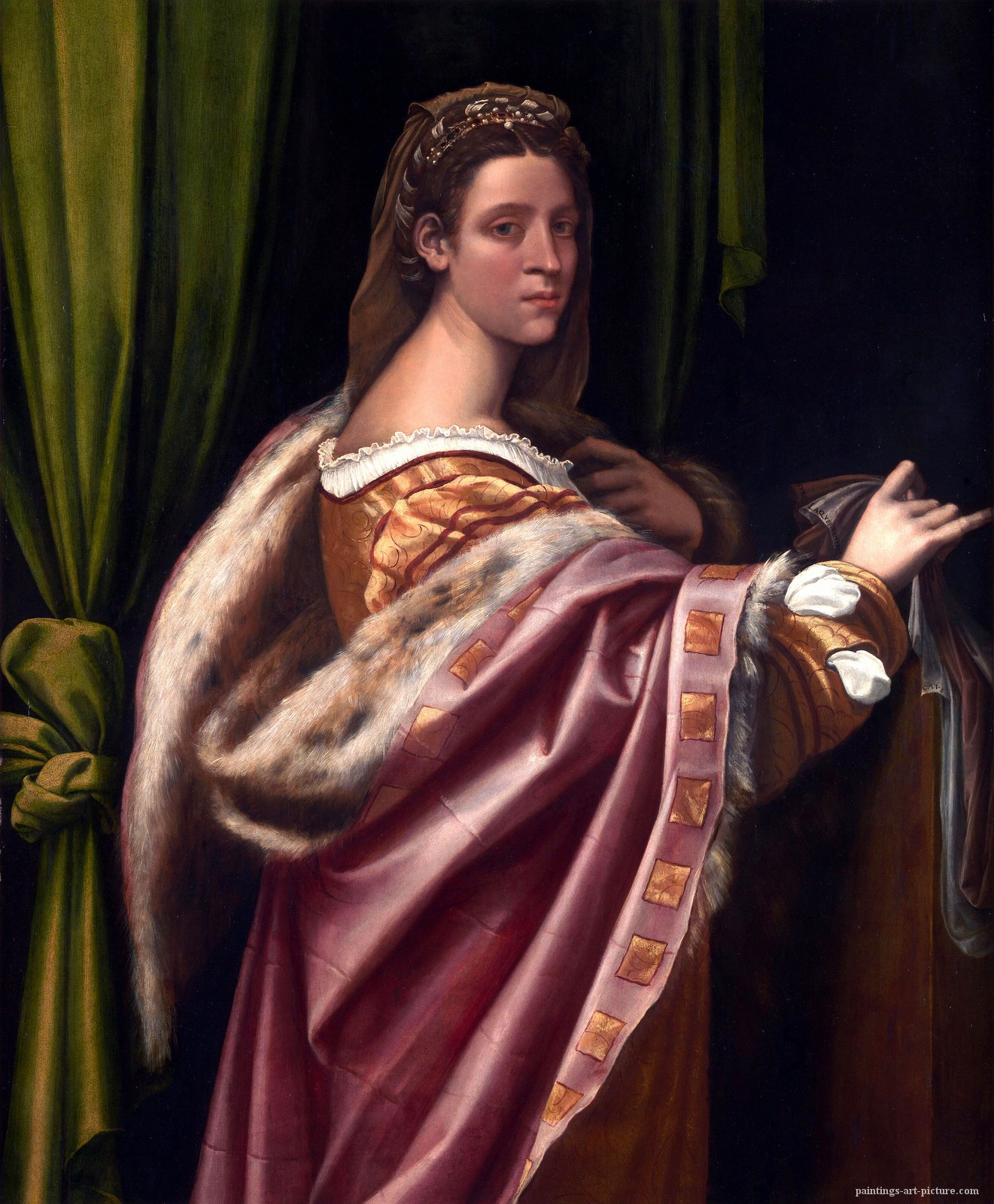
Sainte Agathe, après 1530, probablement 1540s.

## Vie personnelle et relation avec Michel-Ange

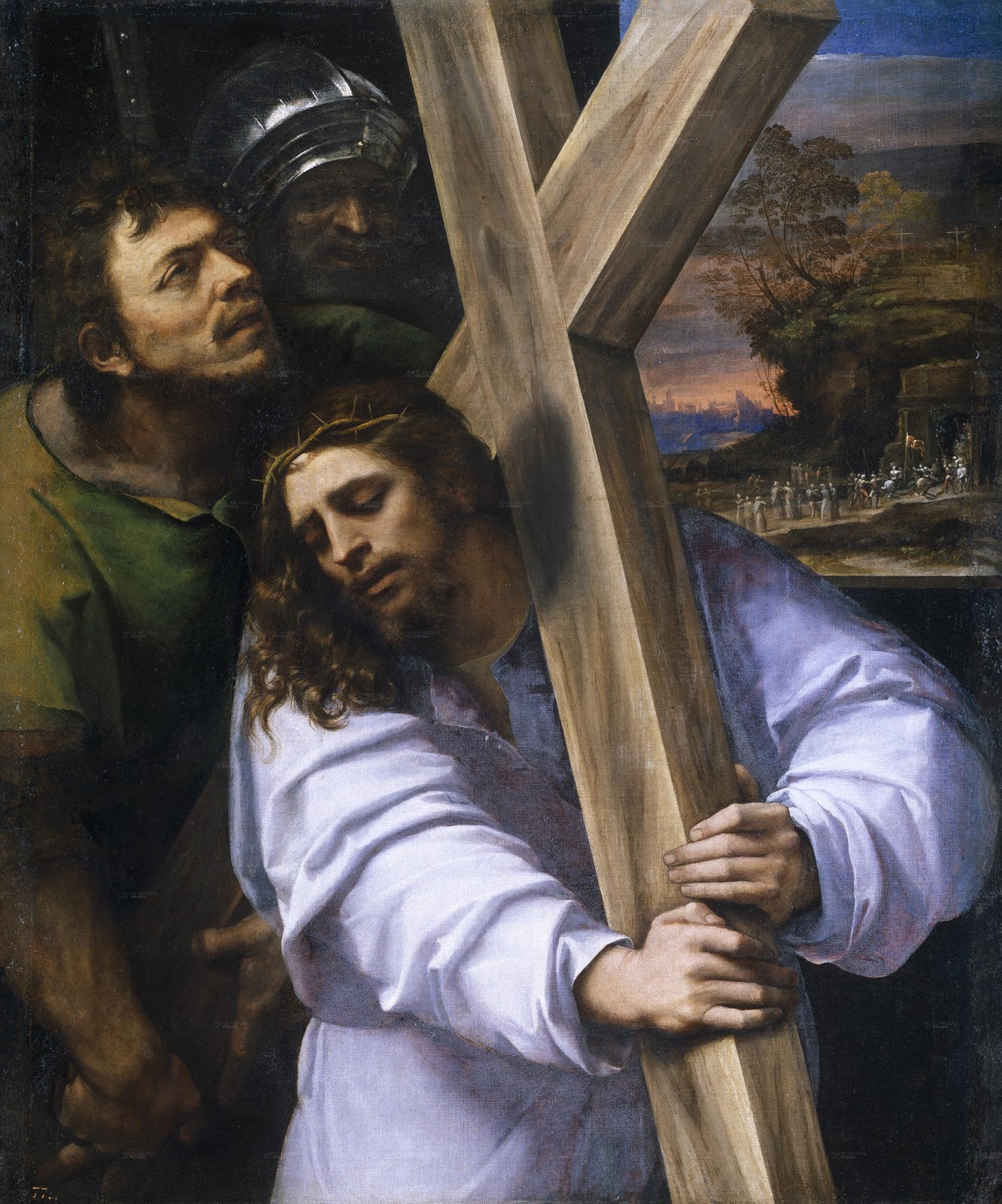
Le Christ portant la croix, vers 1513-1514, montrant « à quelle vitesse il a assimilé le traitement monumental de la figure de Michel-Ange », avant même qu'ils ne deviennent proches.

Les principales sources sur sa personnalité et ses habitudes sont Vasari et les lettres survivantes, principalement de et vers Michel-Ange. Vasari connaissait Sebastiano, mais probablement pas très bien ; bien qu'il ait compilé du matériel depuis un certain temps, la première édition de son ouvrage Les Vies des meilleurs peintres, sculpteurs et architectes ne parut qu'en 1550, après la mort de Sebastiano, et il n'est pas clair s'il avait spécifiquement discuté de la biographie avec Sebastiano. Il connaissait plutôt mieux Michel-Ange, et sa description de Sebastiano est probablement fortement influencée par l'attitude hostile de Michel-Ange envers Sebastiano après 1534. Vasari reprend une grande partie de sa vie en déplorant l'indolence supposée de Sebastiano et la négligence de son talent artistique pour une vie confortable et conviviale, du moins après 1531.

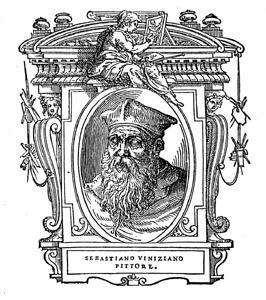
Portrait des Vies de Vasari.

Vasari dit que plus tard, il a vécu dans une belle maison près de la Piazza del Popolo (Rome), gardant une très bonne table et recevant souvent des amis réguliers ainsi que des visiteurs, qu'il a toujours été joyeux et plein d'humour, et qu'il était de très bonne compagnie. Il est devenu roux et plutôt gros, comme le suggère le portrait barbu des Vies.
Il est devenu proche de Michel-Ange vers 1515. Bien qu'ils finissent par se brouiller, peu de gens ont pu rester en bons termes avec Michel-Ange pendant près de vingt ans. En 1519, Michel-Ange devient le parrain du premier fils de Sebastiano, Luciano, après quoi Sebastiano adresse ses lettres à « Mon très cher comparer » (« parrain »). La relation subit une baisse en 1520 lorsque Sebastiano demande à Michel-Ange d'écrire au cardinal Bernardo Dovizi da Bibbiena, un ami proche du pape Léon X, pour le recommander pour des projets au Vatican après la mort de Raphaël. Michel-Ange envoie la lettre environ un mois plus tard, que Sebastiano présente au cardinal sans la lire. Celle-ci est en termes très désinvoltes, et Sebastiano se plaint qu'elle est devenue « pratiquement le seul sujet de conversation au Palais, et cela fait rire tout le monde ». Cela n'a pas non plus fonctionné pour obtenir des commissions du Vatican.
En 1521, il agit en tant qu'agent de Michel-Ange pour l'installation du Christ ressuscité ou Christ de la Minerve qui a été bâclée par l'assistant que Michel-Ange a envoyé. En 1525, il existe un brouillon d'une lettre émouvante de Michel-Ange faisant l'éloge de Sebastiano par un « capitaine Cuio » avec qui il a dîné. En 1531, Sebastiano écrit une lettre découragée décrivant comment : « Je ne me sens toujours pas le même Bastiano que j'étais avant le Sac; je ne me sens toujours pas dans mon bon sens. ». La relation ne s'est jamais remise de la dispute sur le Jugement dernier en 1534, décrite ci-dessus.

## Technique

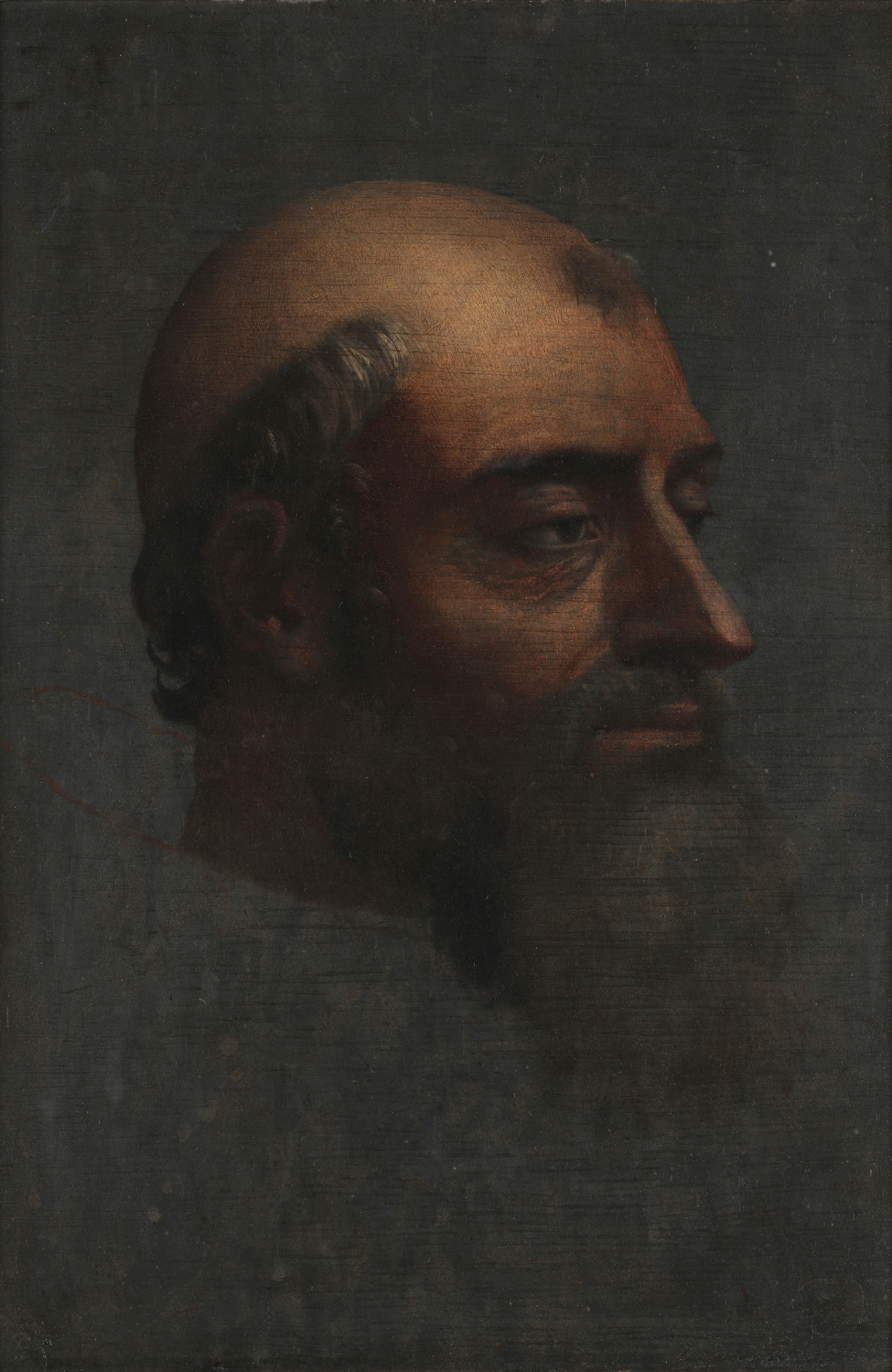
Portrait de Clément VII sur ardoise, v. 1531.

Sebastiano a été formé dans la tradition vénitienne des couleurs riches et subtilement variées de la peinture à l'huile. Dans la Résurrection de Lazare (1517-1519), il utilise une très large gamme de pigments, souvent dans des mélanges compliqués. La peinture peut être considérée comme une démonstration de compétence vénitienne pour les critiques romains, le tonalisme, essayant d'atteindre « la gamme de couleurs la plus grande et la plus subtilement variée, jamais vue dans une seule peinture ». Il s'est moins intéressé à la couleur au fur et à mesure que sa carrière progressait, et de nombreuses œuvres ultérieures sont plutôt sombres avec des touches de couleurs vives.
Ses premières œuvres utilisent généralement la technique vénitienne du dessin à main levée sur la surface à peindre, suivant sans doute un croquis relativement approximatif, comme l'était sa technique pour le Jugement de Salomon de Kingston Lacy. Mais après quelques années à Rome, il commence à utiliser des cartons de pleine grandeur pour les fresques qui sont piqués le long des lignes, puis de la suie est « piquée » à travers pour donner des lignes pointillées à la surface pour que l'artiste puisse les suivre. Cette technique, courante à Florence et à Rome, est utilisée dans la fresque de la Transfiguration de la chapelle Borgherini, sa dernière œuvre à fresque, pour laquelle subsistent quelques feuilles piquées.
Dès le début, il est innovant et prêt à expérimenter les détails de la composition ainsi que la technique, avec un intérêt particulier pour la peinture à l'huile sur de nouvelles surfaces, que ce soit le plâtre, la pierre, l'albâtre ou l'ardoise. Bien qu'ayant tendance à être sombres, plusieurs de ses œuvres avec ces supports peu orthodoxes ont bien survécu. S'il couvre souvent toute la surface sans laisser d'indication sur le support, certaines de ses peintures sur feuilles minérales laissent le fond brut. C'est le cas d'une petite tête de Clément VII à Naples, portant la barbe qu'il a toujours eue en pénitence après le Sac de Rome.
Il réalise d'excellents dessins, presque tous comme des croquis de composition. Il continue à préférer dessiner sur papier bleu clair à la pierre noire avec des rehauts de blanc, une habitude vénitienne. Peu ou pas des premiers dessins survivent, tout comme pour ses portraits, et il a peut-être changé ses méthodes pour utiliser des croquis plus précis sous l'influence de Michel-Ange et Raphaël. Un « commentaire » d'un conservateur du British Museum sur l'un de leurs dessins tardifs dit : « Comme si souvent avec les dessins de Sebastiano, la première impression est celle d'une sécheresse non rythmée ; mais la suggestion d'atmosphère, les visages contemplatifs dessinés avec sensibilité et l'utilisation subtile des lumières réfléchies et les transitions tonales ne laissent aucun doute sur le fait que [cela] est de sa propre main. »

## Critiques

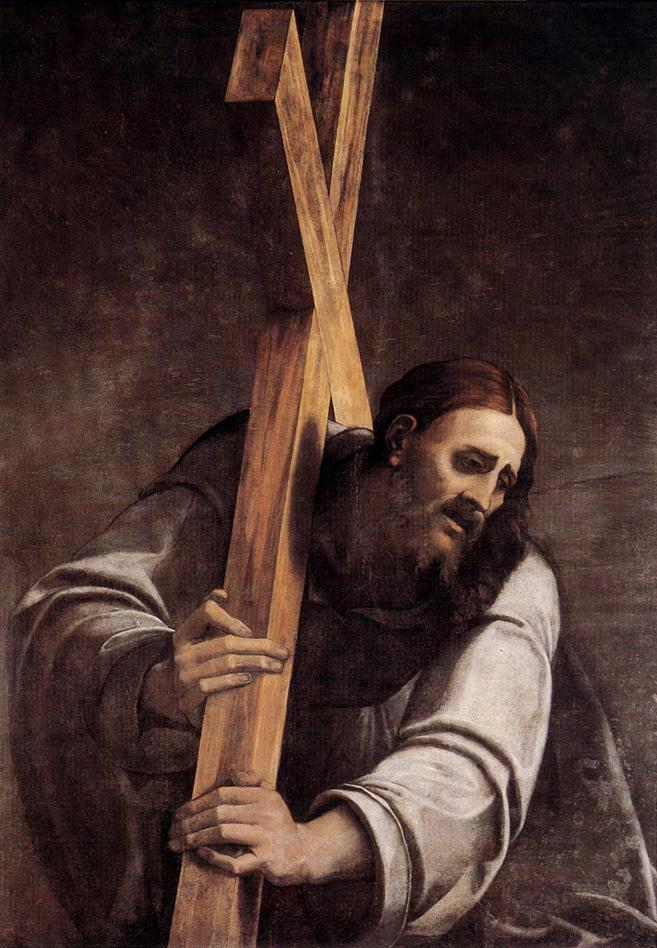
Le Christ portant la croix, vers 1540, Budapest, musée Szépmuvészeti.

Il fut loué par l'Arioste, « Bastiano [...] qui honore [. . . ] Venise », par Michiel, par Pierre Aretin, « Sebastiano peintre miraculeux » , par Biondo, « essayant de surmonter la nature », et par Vasari qui, en dehors de Michel-Ange, selon lui inaccessible, et avec ses réserves bien connues sur la nature du Vénitien, considère Sebastiano à égalité avec Raphaël et Titien et, après la mort de Raphaël, comme le plus grand peintre de Rome : ses contemporains n'avaient donc aucun doute sur la grandeur du peintre, à l'exception de Ludovico Dolce, le biographe de Titien, qui écrivait que « Bastiano n'allait pas à égalité avec Rafaello, s'il avait bien en main la lance de Michel'Agnolo : et ce, parce qu'il ne savait pas s'en servir, et encore moins que Titien ».
Peu de choses sont écrites sur lui au XVIIe siècle; au XVIIIe siècle, le Vénitien Zanetti identifie ses racines formatrices : « Il n'y avait personne, après Titien, qui s'approcha plus de la couleur et de la force du caractère Giorgionesque que ce Peintre [...], maintenant la mesure, il est venu peindre avec goût avec force et soulagement dans les vraies voies de Giorgione ; c'est pourquoi beaucoup d'honneur lui vint. Et pas seulement à Venise, mais aussi à Rome, où il a apporté cette nouvelle et belle façon de colorier ».
Le XIXe siècle est un siècle de recherches documentaires et philologiques mais aussi de jugement où Sebastiano est considéré comme un éclectique et est divisé en deux périodes bien distinctes, la vénitienne, Giorgionesque, et romaine, où il est un disciple de Raphaël et Michel-Ange : « de l'École vénitienne, peu après son arrivée à Rome, il perdit progressivement son originalité, imitant presque servilement Buonarroti et Sanzio. Sa maxime, dessin de Michel-Ange et couleur de Titien, fut transportée à Venise et, étant presque devenue un adage vulgaire, fut placée sur la porte du Tintoret. » ( Giovanni Battista Cavalcaselle)
Au XXe siècle, on assiste à la reprise des études sur l'œuvre et la personnalité de Luciani. Giuseppe Fiocco rejette la notion d'éclectisme :« il n'a pas tiré des divers styles [...] un hybride dénué de sincérité, mais inspiré par eux, il a su être ingénieux et éminemment évolutif. L'éclectisme n'était alors même pas une formulation rhétorique. Passer du style vénitien chaleureux et pâteux au dessin florentin précis, amortir lentement la luminosité des couleurs pour ne demander que les ressources du clair-obscur ce qu'il avait plus légèrement obtenu avec une certaine flamboyance des couleurs, n'est pas comme un peintre sans énergie et sans qualités originales. »
Pour Rodolfo Pallucchini, Sebastiano manquait d'imagination inventive : « il ressentait le besoin urgent de s'appuyer sur des visions déjà concrétisées par d'autres artistes, les filtrant à travers le tamis d'une sensibilité critique très vive [...] naturellement le point d'arrivée est lointain et différencié à partir [...] de celle du départ. Pour Sebastiano l'expression artistique est une interprétation déjà résolue et tenue pour acquise avec une volonté très consciente de son propre langage autonome et personnel : la procédure est donc typiquement maniériste [...] le préjugé abusé d'un Sébastien qui a su réconcilier Venise avec Rome doit donc se résoudre sur le plan logique et individuel d'un premier contraste de tendances entre l'artiste et l'environnement, qui s'atténue quand il s'agit d'un climat culturel plus propice à son tempérament ».
Enfin, Zeri et Argan l'identifient comme le peintre qui, faisant le pont entre Raphaël et Michel-Ange, transpose « les effets lumineux du niveau des émotions sensorielles au niveau des émotions morales, voire de cette émotion religieuse dans laquelle seule, pour le mystique de l'époque, les vérités de la foi se révèlent à l'intellect [...] comme le premier indice de l'orientation de l'art vers les idéaux religieux de la Contre-Réforme ».

## Quelques œuvres
- La Sainte Famille (1507) - bois, 95 × 136 cm, musée du Louvre, Paris[55]
- Portes d'orgue de l'église San Bartolomeo avec des saints (1508-1509), 293 × 137 cm[56] :
  - Saint Barthélemy ; saint Sébastien, toile, Galeries de l'Académie de Venise. Battants extérieurs
  - Saint Louis de Toulouse et Saint Sébald, toile, Galeries de l'Académie de Venise. Battants intérieurs en dépôt à l'Église San Bartolomeo.
- Retable de Saint Jean Chrysostome : Saint Jean Chrysostome et saint Jean l'Evangéliste, saint Jean-Baptiste, saint Théodore, sainte Catherine, sainte Marie-Madeleine et sainte Lucie  (1509-1511) – Église San Giovanni Crisostomo à Venise[56]

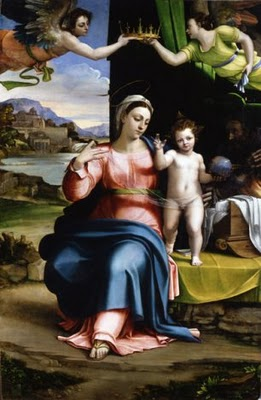
La Sainte Famille (vers 1520), Cathédrale Sainte-Marie de Burgos.

- Fresques de la Villa Farnesina, Rome (1511) :
  - Polyphème
  - La Métamorphose
  - Salomé
- Portrait du cardinal Ferry Carondolet et de son secrétaire (1511-1512), musée Thyssen-Bornemisza, Madrid[57]
- La Mort d'Adonis (1511-1512), huile sur toile, 189 × 285 cm, Galerie des Offices, Florence[58]
- Portrait d'une jeune femme (La Fornarina) (1512), peinture sur bois, 66 × 53 cm, Galerie des Offices, Florence[58]
- Portrait de jeune dame (la Dorothée) (1512-1513), Gemäldegalerie (Berlin)[36]
- Portrait d'un homme (c. 1515) – Huile sur peuplier, 115 × 94 cm, Budapest, musée des beaux-arts,
- Portrait d'une jeune fille (c. 1515) – Huile sur bois, 52,5 × 42,8 cm, Budapest, musée des beaux-arts,
- Portrait d'un guerrier (c. 1515)
- Pietà (v. 1517) – Panneau, Viterbe, Museo Civico,
- La Résurrection de Lazare (v. 1517-1519), huile sur bois transposée sur toile, 381 × 289 cm, National Gallery, Londres[27]
- La Visitation (1518-1519) - transposé de bois sur toile, 168 × 132 cm, musée du Louvre, Paris[55]
- La Vierge à l'Enfant entourée de saint Joseph, de saint Jean-Baptiste et d'un donateur (v. 1519-1520), huile sur bois, 98 × 107 cm, National Gallery, Londres[27]
- Le Martyre de sainte Agathe (1520), peinture sur bois, 131 × 175 cm, Galerie Palatine, Palais Pitti, Florence[58]
- La Sainte Famille (c. 1520) - Cathédrale Sainte-Marie de Burgos
- Portrait de dame, ou portrait de Vittoria Colonna, (1520-25), huile sur toile, 96×72,5 cm, Barcelone, Museu Nacional d'Art de Catalunya
- Portrait d'Andrea Doria (1526) – Galleria Doria Pamphilj, Rome
- Portrait de Clément VII sans barbe (1526) –  Naples, musée Capodimonte
- Portrait de Clément VII (1531) – musée Getty, Los Angeles
- Portrait de Pietro Carnesecchi (c. 1530[59]) – musée des beaux-arts, Parme
- Sainte Famille ou Madone au voile[60] (1533-1535), huile sur tableau noir, 112 × 88 cm, musée Capodimonte de Naples
- Mise au tombeau -  Chennonceaux, Château de Chenonceau[61], France
- La Visitation, XVIIe siècle ?, huile sur toile, 134 x 105 cm, musée des Beaux-Arts d'Orléans (original: Paris, musée du Louvre, INV 357,168 x 132 cm)[62].